# Uplengen

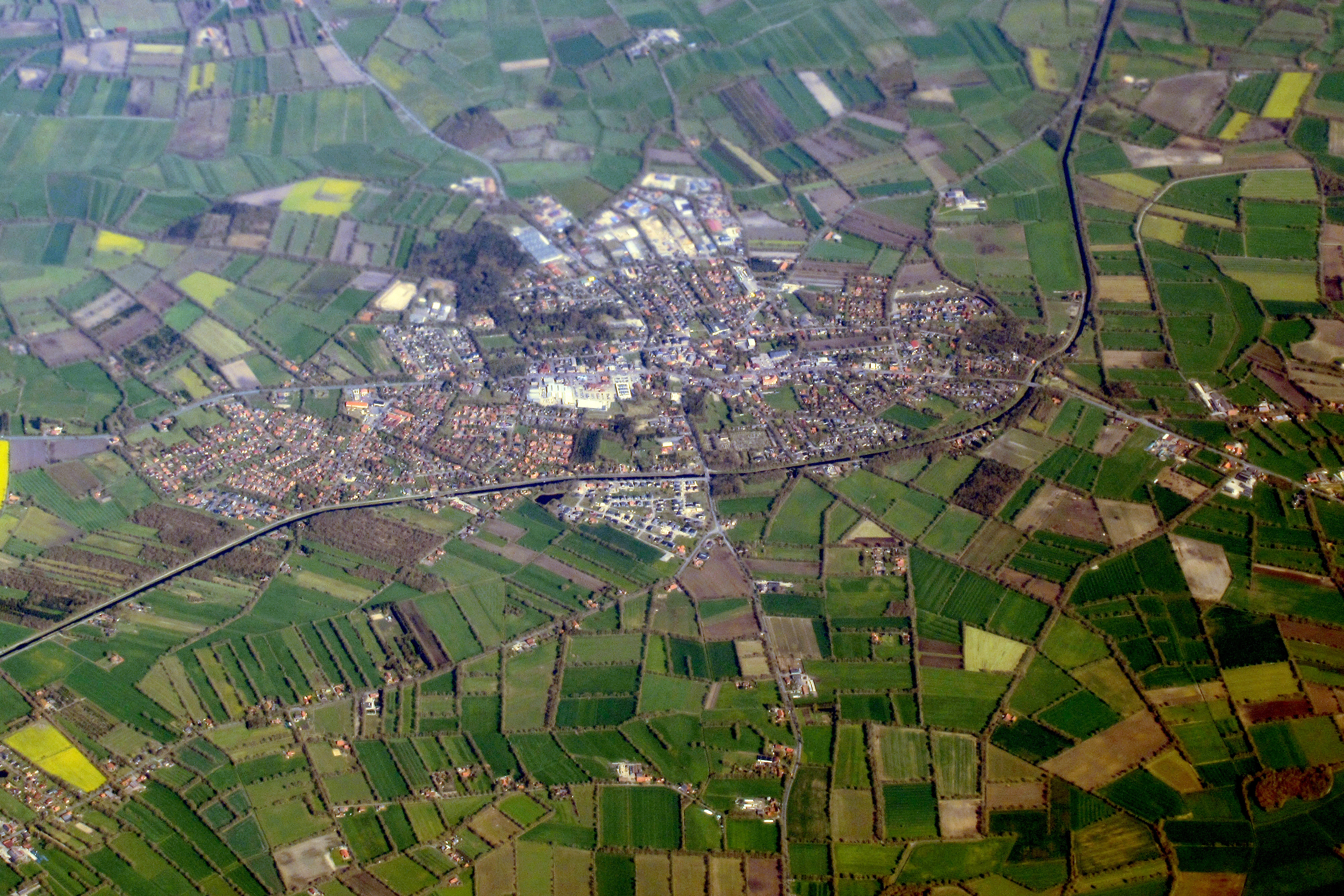
Uplengen-Remels

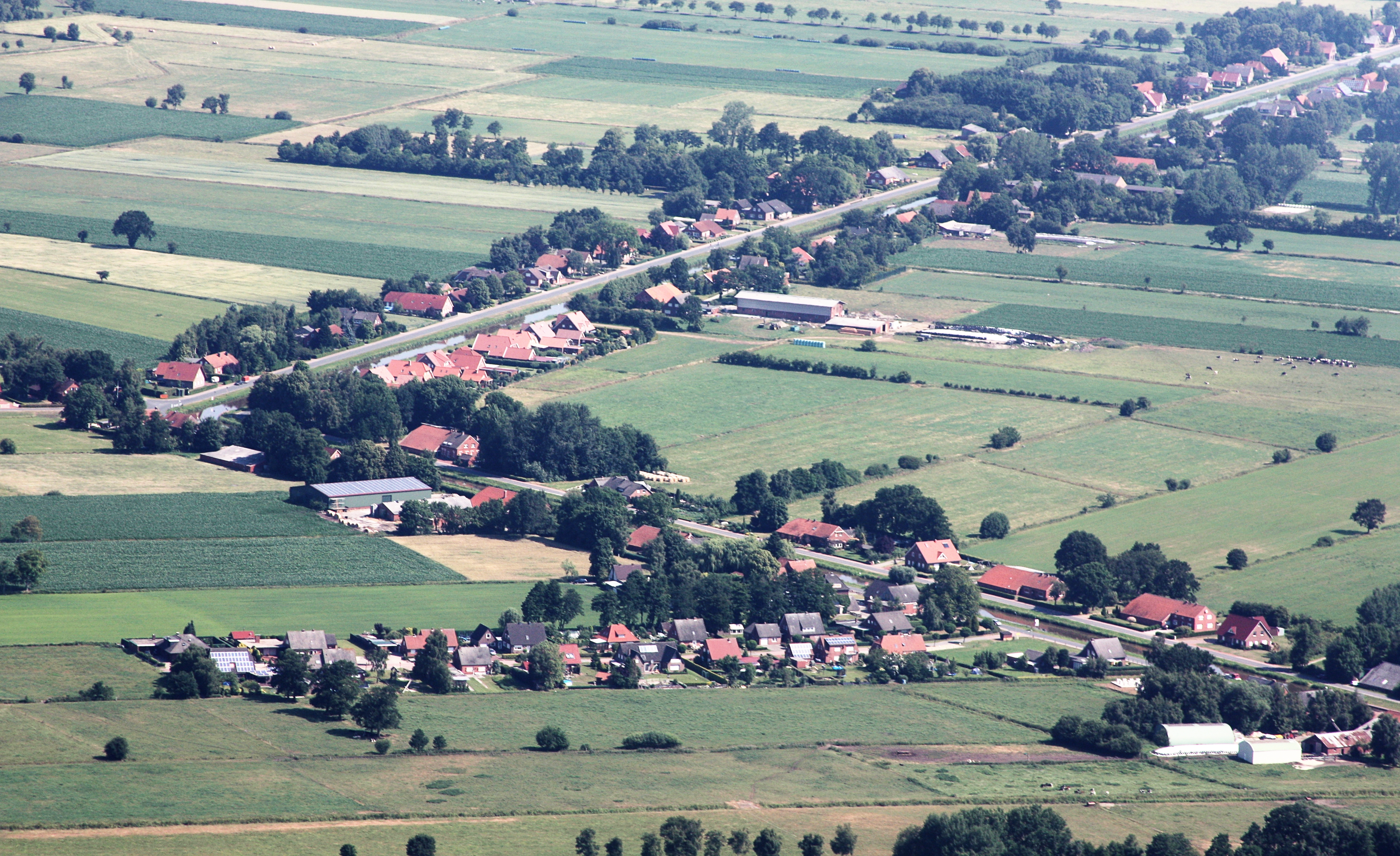
Uplengener Abschnitt des Nordgeorgsfehnkanals

Uplengen ist eine Gemeinde im Landkreis Leer in Ostfriesland, Niedersachsen. Mit 148,81 Quadratkilometern ist sie die flächengrößte Gemeinde im Landkreis. Dort leben 11.930 Einwohner, womit sie nur sehr dünn besiedelt ist. In der Raumordnung des Landes Niedersachsen wird der Hauptort Remels als Grundzentrum für die Gemeinde geführt. Im Hauptort lebt knapp ein Drittel der Einwohner Uplengens.
Historische Bedeutung hat die an der Südostgrenze Ostfrieslands gelegene Gemeinde durch die Burg Uplengen, die bis zu ihrer Entfestigung eine der wichtigsten Grenzbefestigungen gegenüber dem Land Oldenburg war. Zudem fanden sich auf dem Gemeindegebiet viele urgeschichtliche Artefakte, die darauf hinweisen, dass die am Übergang von der Geest zu ausgedehnten Moorgebieten gelegene Gemeinde bereits früh besiedelt war. Unter anderem fanden sich vorgeschichtliche Bohlenwege, die beweisen, dass die Menschen sich bereits weit vor Christi Geburt Wege durch das unwegsame Moor bahnen konnten.
Wirtschaftlich ist die Gemeinde vor allem von mittelständischen Betrieben geprägt. Die Landwirtschaft spielt seit jeher eine tragende Rolle im Gemeindegebiet, was sich schon am hohen Anteil der landwirtschaftlichen Nutzfläche von mehr als 83 Prozent ablesen lässt. In gewissem Umfang spielt Tourismus eine Rolle. Uplengen ist insgesamt jedoch ein Auspendler-Gebiet.
Zum kulturellen Erbe der Gemeinde zählen neben der aus dem 13. Jahrhundert stammenden St.-Martin-Kirche in Remels drei Windmühlen sowie eine Vielzahl von Gulfhöfen, von denen mehrere unter Denkmalschutz stehen.

## Geografie

### Geografische Lage
Uplengen liegt im Nordosten des Landkreises Leer in Ostfriesland im deutschen Bundesland Niedersachsen. Innerhalb Ostfrieslands ist Uplengen eine der am östlichsten gelegenen Gemeinden, die östliche Gemeindegrenze bildet zugleich die Kreisgrenze des Landkreises Leer zu den Nachbarlandkreisen Friesland und Ammerland und damit auch die historische Grenze zwischen Ostfriesland und dem Oldenburger Land.
Der Hauptort Remels liegt recht genau 20 Kilometer östlich des Stadtkerns der Kreisstadt Leer. Die Stadt Aurich liegt rund 25 Kilometer nordwestlich von Remels. Drei größere Städte befinden sich nahezu in Äquidistanz vom Hauptort der Gemeinde: Wilhelmshaven liegt rund 34 Kilometer nordöstlich von Remels, Oldenburg (im Südosten) und Emden (im Nordwesten) sind mit jeweils etwa 36 Kilometern gleich weit entfernt.
Die Gemeinde umfasst in etwa das Gebiet der historischen Landschaft Lengenerland. Mit einer Fläche von 148,81 km² ist sie die größte Kommune des Landkreises Leer und die sechstgrößte Ostfrieslands. Bei einer Einwohnerzahl von ungefähr 11.500 ergibt sich eine Einwohnerdichte von 77 je km², womit Uplengen nicht nur deutlich unter dem ostfriesischen Durchschnitt von 148 Einwohner/km² liegt, sondern auch unter dem niedersächsischen (167) und deutschen (229). In ungefährer Nord-Süd-Richtung beträgt die Ausdehnung des Gemeindegebiets etwas mehr als 16 Kilometer zwischen der Kreisgrenze zum Ammerland bei Südgeorgsfehn im Süden und der Kreisgrenze zum Landkreis Wittmund bei Oltmannsfehn im Norden. In ungefährer Ost-West-Richtung sind es knapp 16 Kilometer zwischen der Selverder Ausbausiedlung Brabandsfeld im Westen und der Kreisgrenze zum Ammerland im Stapeler Moor im Osten.
Das Regionale Raumordnungsprogramm des Landkreises Leer teilt dem Hauptort Remels die Funktion eines Grundzentrums für das Gemeindegebiet zu.

### Geologie, Hydrologie und Böden
Geologisch wird die Gemeinde Uplengen wie ganz Ostfriesland oberflächlich von Sedimenten des Pleistozäns und des Holozäns gebildet. Pleistozäne Ablagerungen sind in den Geestgegenden zu finden, die den zentralen Teil des Gemeindegebiets um Remels, Hollen und Selverde ausmachen. Teils werden die Geestsedimente von holozänen Moorböden überlagert. Die Böden der ostfriesischen Geest entstehen zumeist aus Decksanden und Geschiebelehm. Diese entstanden während des Drenthe-Stadiums der Saale-Kaltzeit. Seit der jüngeren Weichsel-Kaltzeit kam es zur Ausbildung von großen Flugsandflächen. Die Sande wurden im Bereich der Emsniederung durch starke Winde ausgeblasen und im Bereich des westlichen oldenburgisch-ostfriesischen Geestrückens abgelagert. Dieser zieht sich vom Oldenburger Raum nach Nordwesten bis in die Gegend von Norden und verläuft in jener Richtung quer durch die ostfriesische Halbinsel. Die Binnenlandgemeinde Uplengen weist wegen der Flugsandablagerungen die mit etwa 18,5 Metern über Normalnull höchstgelegene Stelle auf dem ostfriesischen Festland auf, eine Wanderdüne im Naturschutzgebiet Holle Sand, das inzwischen von Bäumen bedeckt ist.

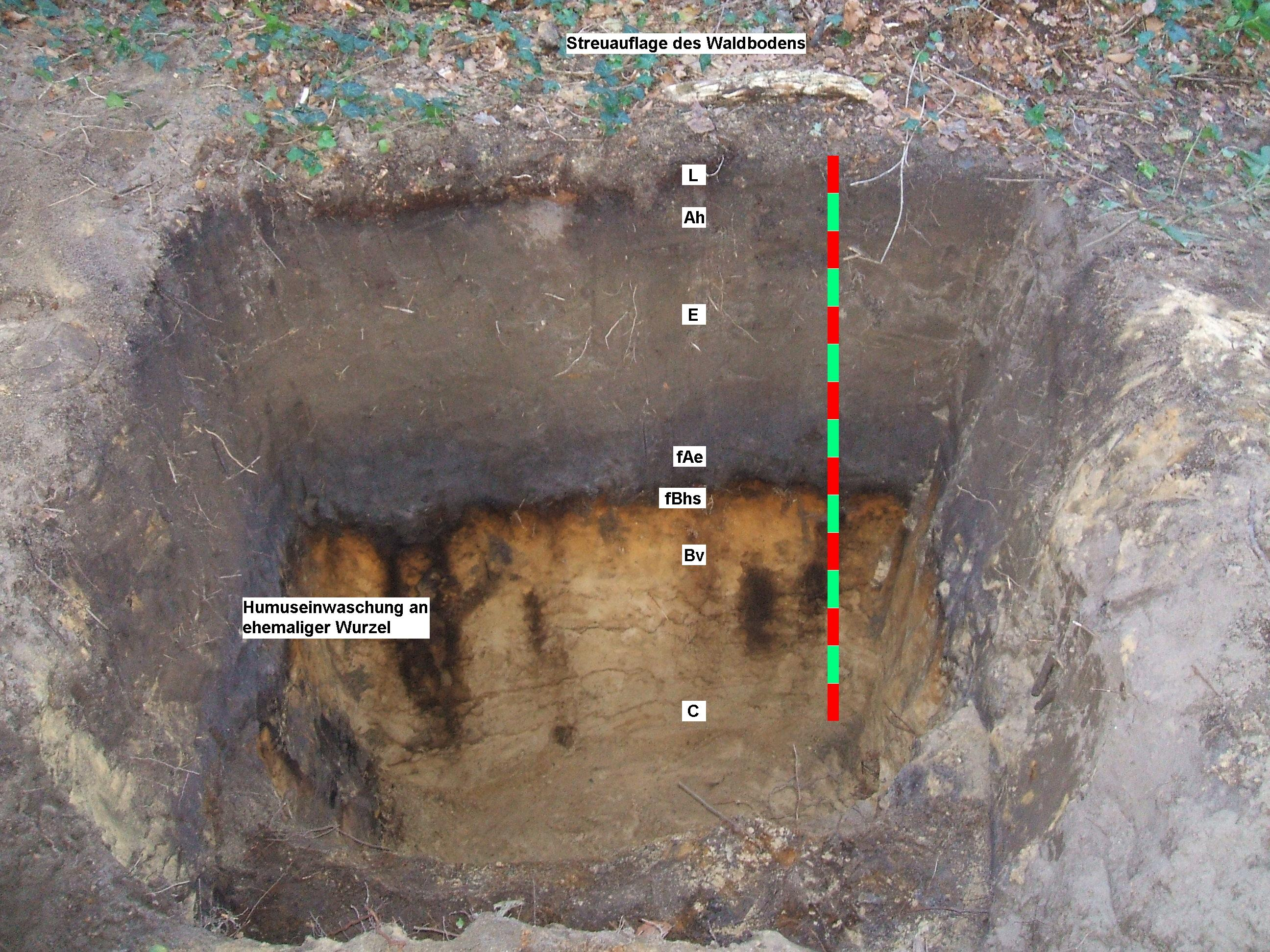
Profil eines Plaggeneschs: 40–50 cm Auflage über fossilem Podsol

Das Gemeindegebiet besteht im zentralen Teil aus Podsolböden auf Orterde oder Ortstein, entweder in trockenerer oder feuchterer Lage. Diese Böden erlaubten nur geringe landwirtschaftliche Erträge. Durch Plaggendüngung, die bis zum Auftreten des Kunstdüngers am Ende des 19. Jahrhunderts jahrhundertelang vorgenommen wurde, gibt es besonders in der Umgebung der alten Geestdörfer auch anthropogene Plaggeneschböden. Durch den ständigen Neubodenauftrag liegt der Esch, in Ostfriesland (die) Gaste genannt, heute höher als die Dorfkerne. So wurde in Remels bei archäologischen Grabungen Plaggenesch in einer Mächtigkeit zwischen 90 und 120 Zentimetern angetroffen. Durch diese Form der Düngung wurde die Bodenwertzahl deutlich gesteigert, wenn sie auch immer noch klar hinter fruchtbaren Böden wie jenen in der Marsch zurückblieb.

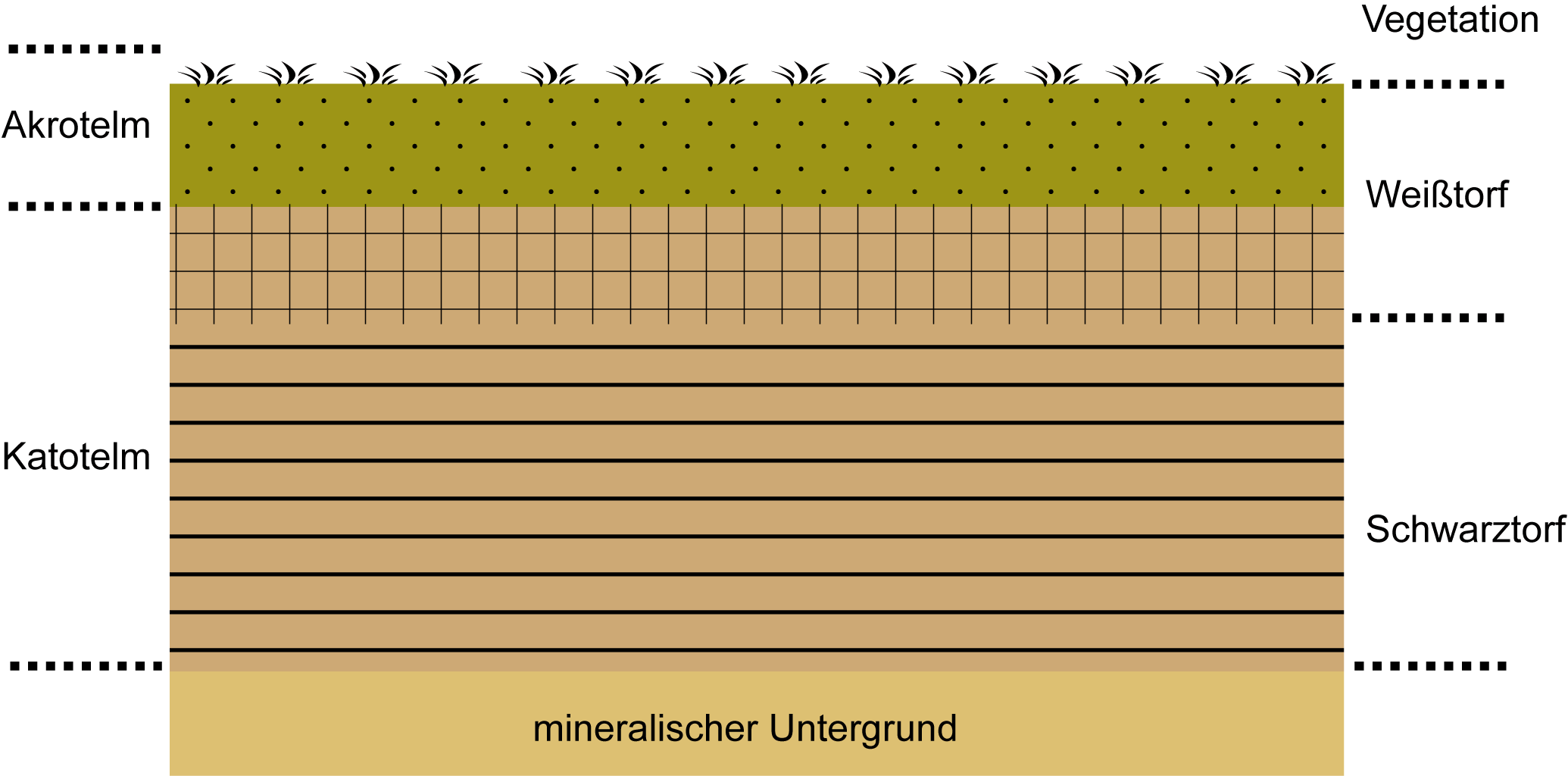
Torfschichten im Moor

Halbkreisförmig vom Norden rund um den Ortsteil Neudorf über Oltmannsfehn und Meinersfehn bis zum Süden im Ortsteil Südgeorgsfehn (im Uhrzeigersinn) legen sich Hochmoorflächen. Diese machen einen Großteil des Gemeindegebietes aus. Sie bilden dabei den südlichsten Ausläufer des Ostfriesischen Zentralhochmoores, das sich vom Osten der Stadt Aurich bis nach Uplengen erstreckt. Dabei handelt es sich teilweise um randlich abgetorfte Hochmoore. Entlang der Geestbäche Poghauser Ehe und Hollener Tief befinden sich Niedermoorflächen, die örtlich nach Torfabbau rekultiviert wurden.
Das Gemeindegebiet liegt auf dem Plateau des von Südost nach Nordwest verlaufenden oldenburgisch-ostfriesischen Geestrückens. Dieser wird von Geestbächen in mehrere Abschnitte unterteilt. Diese fließen etwa rechtwinklig zum Verlauf des Geestrückens, somit also von Nordost in Richtung Südwest, da das Gemeindegebiet zur Jümme und damit zur Ems entwässert. Uplengen ist Teil der Wasserscheide zwischen Ems und Jadebusen. Die beiden Geestbäche, die in den Moorgebieten entspringen und zur Jümme entwässern, sind das Hollener Tief und die etwas weiter nördlich gelegene Poghauser Ehe, die auf dem Gebiet der Nachbargemeinde Hesel den Namen ändert und dort Holtlander Ehetief heißt. Beim Weiterbau des Nordgeorgsfehnkanals in der ersten Hälfte des 20. Jahrhunderts durchschnitt der Kanal den Lauf der Poghauser Ehe. Daher befindet sich an dieser „Kreuzung“ seitdem ein Pumpwerk, das das Wasser der Poghauser Ehe unter dem Kanal hindurchpumpt. Westlich des Kanals behielt die Poghauser Ehe daher ihr altes Bett. Ein Entwässerungskanal, der in den Moorgebieten nahe Stapel an einem Pumpwerk beginnt, ist der Stapeler Hauptvorfluter. Er fließt seit seinem Bau 1921–25 in den Südgeorgsfehnkanal. Nord- und Südgeorgsfehnkanal treffen auf dem Gebiet der Nachbarkommune Jümme unmittelbar hinter der Grenze zu Uplengen aufeinander. Unter dem Namen Nordgeorgsfehnkanal fließt das Gewässer weiter bis zur Jümme.

### Nachbargemeinden
Die Gemeinde Uplengen grenzt im Westen an die Samtgemeinden Hesel und Jümme (beide Landkreis Leer), im Norden an die Gemeinde Großefehn und die Stadt Wiesmoor (beide Landkreis Aurich) sowie die Gemeinde Friedeburg (Landkreis Wittmund), im Osten an die Gemeinde Zetel (Landkreis Friesland) und im Süden an die Gemeinde Apen und die Stadt Westerstede (Landkreis Ammerland). Uplengen ist damit die einzige Gemeinde Ostfrieslands, die an vier Nachbarkreise grenzt – mehr als jede andere Kommune der Region.

### Gemeindegliederung
Die Gemeinde Uplengen ist eine Einheitsgemeinde mit den folgenden 19 Ortschaften (in Klammern die Einwohnerzahlen per 2025):
- Bühren (267)
- Großoldendorf (685)
- Großsander (483)
- Hollen (1216)
- Jübberde (553)
- Kleinoldendorf (158)
- Klein-Remels (210)
- Kleinsander (91)
- Meinersfehn (417)
- Neudorf (363)
- Neufirrel (377)
- Nordgeorgsfehn (855)
- Oltmannsfehn (542)
- Poghausen (176)
- Remels (4060)
- Selverde (649)
- Spols (102)
- Stapel (506)
- Südgeorgsfehn (570)

Zentrum der Gemeinde ist Remels, mit mehr als 4000 Einwohnern die größte Ortschaft der Gemeinde. Remels ist nicht nur der Sitz der Gemeindeverwaltung, sondern auch der Haupt-Einkaufsort und Standort eines der beiden Gewerbegebiete der Gemeinde. Einziger weiterer Ortsteil mit einer vierstelligen Einwohnerzahl ist Hollen mit zirka 1210 Einwohnern, alle anderen Ortschaften sind deutlich kleiner mit dreistelligen Einwohnerzahlen. Die Orte Ockenhausen und Stapelermoor sind keine Ortsteile. Sie verfügen daher im Gegensatz zu den anderen nicht über einen Ortsrat. Ockenhausen gehört zur Ortschaft Oltmannsfehn, Stapelermoor zu Meinersfehn.

### Flächennutzung
| Nutzung                            | Hektar |
| ---------------------------------- | ------ |
| Gebäude- und Freifläche            | 876    |
| davon Wohnfläche                   | 517    |
| davon Gewerbe- und Industriefläche | 42     |
| Betriebsfläche                     | 2      |
| Erholungsfläche                    | 48     |
| davon Grünanlage                   | 32     |
| Verkehrsfläche                     | 715    |
| davon Straße, Weg, Platz           | 715    |
| Landwirtschaftsfläche              | 12.445 |
| davon Moor                         | 829    |
| davon Heide                        | 499    |
| Wasserfläche                       | 258    |
| Waldfläche                         | 505    |
| Flächen anderer Nutzung            | 32     |
| davon Friedhöfe                    | 7      |
| davon Unland                       | 5      |
| Gesamtfläche                       | 14.881 |

Die Flächennutzungstabelle zeigt den überragenden Anteil an Landwirtschaftsflächen in der Gemeinde. Der Anteil liegt bei 83,63 Prozent und ist damit einer der höchsten unter den ostfriesischen Kommunen. Ostfriesland in seiner Gesamtheit weist einen Anteil an Landwirtschaftsflächen von rund 75 Prozent auf, der seinerseits bereits deutlich über dem bundesrepublikanischen Durchschnitt von 52 Prozent liegt. Zu den Landwirtschaftsflächen werden auch Moor- und Heidegebiete mit 829 und 499 Hektar gezählt, die teils extensiv landwirtschaftlich genutzt werden. Auch diese beiden Werte sind für Ostfriesland überdurchschnittlich. Mit etwa 3,39 Prozent Waldanteil liegt die Gemeinde leicht über dem ostfriesischen Durchschnitt von 2,6 Prozent. Allerdings ist Ostfriesland im deutschlandweiten Vergleich extrem unterdurchschnittlich bewaldet: Der Waldanteil an der Gesamtfläche der Bundesrepublik liegt bei zirka 29,5 Prozent. Neben dem Waldgebiet Holle Sand gibt es eine Vielzahl weiterer Bäume im Gemeindegebiet durch das reichliche Vorhandensein von Wallhecken in allen Ortschaften und in deren Außenbereichen. Hinzu kommen kleinere aufgeforstete Areale. Mit 1,73 Prozent Wasserflächenanteil liegt Uplengen unter dem Durchschnitt vieler ostfriesischer Kommunen und auch unter dem Bundesdurchschnitt von etwa zwei Prozent.

### Klima
Die Gemeinde liegt in der gemäßigten Klimazone, im Einfluss der Nordsee. Im Sommer sind die Tagestemperaturen tiefer, im Winter häufig höher als im weiteren Inland. Das Klima ist von der mitteleuropäischen Westwindzone geprägt.
Nach der Klimaklassifikation von Köppen befindet sich die Gemeinde in der Einteilung Cfb. (Klimazone C: warm-gemäßigtes Klima, Klimatyp f: feucht-gemäßigtes Klima, Untertyp b: warme Sommer). Innerhalb der gemäßigten Zone wird es dem Klimabezirk Niedersächsisches Flachland Nordsee-Küste zugeordnet, der maritim geprägt ist und sich durch relativ kühle und regenreiche Sommer, verhältnismäßig milde, schneearme Winter, vorherrschende West- und Südwestwinde sowie hohe Jahresniederschläge auszeichnet.
Wetterdaten werden für das benachbarte Leer erhoben, das ähnliche klimatische Bedingungen aufweist: Die Temperaturen liegen dort derzeit im Jahresmittel bei 9 °C mit Höchstwerten in den Monaten Juli und August um die 20 °C und mittleren Niedrigstwerten um −2 °C im Dezember und im Januar. Die meisten Regentage gibt es mit jeweils 14 im November und Dezember, die wenigsten im März und Mai, wo an neun Tagen Niederschlag fällt. Die Zahl der durchschnittlichen Sonnenstunden pro Tag schwankt zwischen einer (Dezember/Januar) und sechs Stunden (Mai/Juni). Die mittlere frostfreie Zeit wird mit 170 bis 187 Tagen angegeben. Die mittlere Niederschlagsmenge liegt bei 738 mm/Jahr, die mittlere jährliche Sonnenscheindauer bei 1550 bis 1600 Stunden.
Mikroklimatisch zu berücksichtigen sind die ausgedehnten Hochmoorkomplexe im Gemeindegebiet, die einen Einfluss auf das Wettergeschehen haben. Wegen der Untergrundverhältnisse in einem Regenmoor sind die Temperaturunterschiede zwischen Tag und Nacht extrem. Im Sommer kann es tagsüber zu sehr hohen Temperaturen am Boden kommen, sodass durch Selbstentzündung Moorbrände entstehen können. Zudem sind Moorgegenden sehr viel nebelintensiver als die Umgebung. Durch den jahrhundertelangen Torfabbau und die damit verbundene Entwässerung ist dieser Effekt allerdings nicht mehr so stark ausgeprägt wie in der ursprünglichen Naturlandschaft. Die Anzahl der Frosttage ist allerdings im Hochmoorgebiet deutlich höher als in der Umgebung, es kommt häufiger zu Früh- und Spätfrösten.
|                       | Jan  | Feb  | Mär  | Apr  | Mai  | Jun  | Jul  | Aug  | Sep  | Okt  | Nov  | Dez  |   |      |
| Mittl. Tagesmax. (°C) | 4    | 5    | 8    | 12   | 17   | 20   | 21   | 21   | 18   | 14   | 8    | 5    | ⌀ | 12,8 |
| Mittl. Tagesmin. (°C) | −2   | −1   | 1    | 3    | 6    | 9    | 11   | 11   | 9    | 6    | 2    | 0    | ⌀ | 4,6  |
|                       |      |      |      |      |      |      |      |      |      |      |      |      |   |      |
| Niederschlag (mm)     | 59,2 | 40,1 | 51,4 | 46,0 | 61,5 | 77,4 | 74,8 | 67,2 | 65,6 | 62,5 | 69,1 | 63,2 | Σ | 738  |
|                       |      |      |      |      |      |      |      |      |      |      |      |      |   |      |
| Sonnenstunden (h/d)   | 1    | 2    | 3    | 5    | 6    | 6    | 6    | 6    | 4    | 3    | 2    | 1    | ⌀ | 3,8  |
|                       |      |      |      |      |      |      |      |      |      |      |      |      |   |      |
| Regentage (d)         | 13   | 9    | 12   | 10   | 11   | 11   | 11   | 11   | 11   | 11   | 14   | 14   | Σ | 138  |

| −2 |

| −1 |

| 1 |

| 3 |

| 6 |

| 9 |

| 11 |

| 11 |

| 9 |

| 6 |

| 2 |

| 0 |

| −2 |

| −1 |

| 1 |

| 3 |

| 6 |

| 9 |

| 11 |

| 11 |

| 9 |

| 6 |

| 2 |

| 0 |

### Schutzgebiete

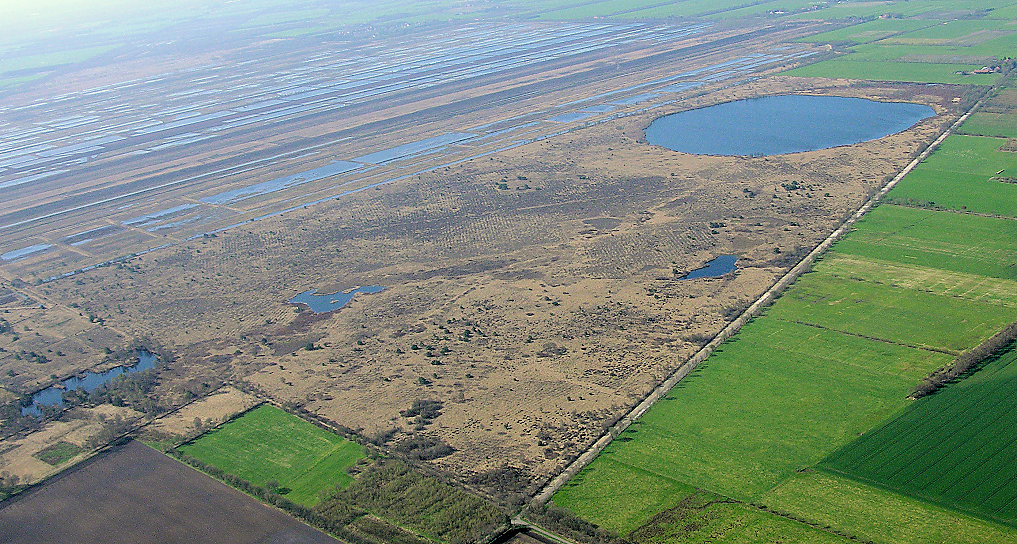
Blick von NO auf das Lengener Meer

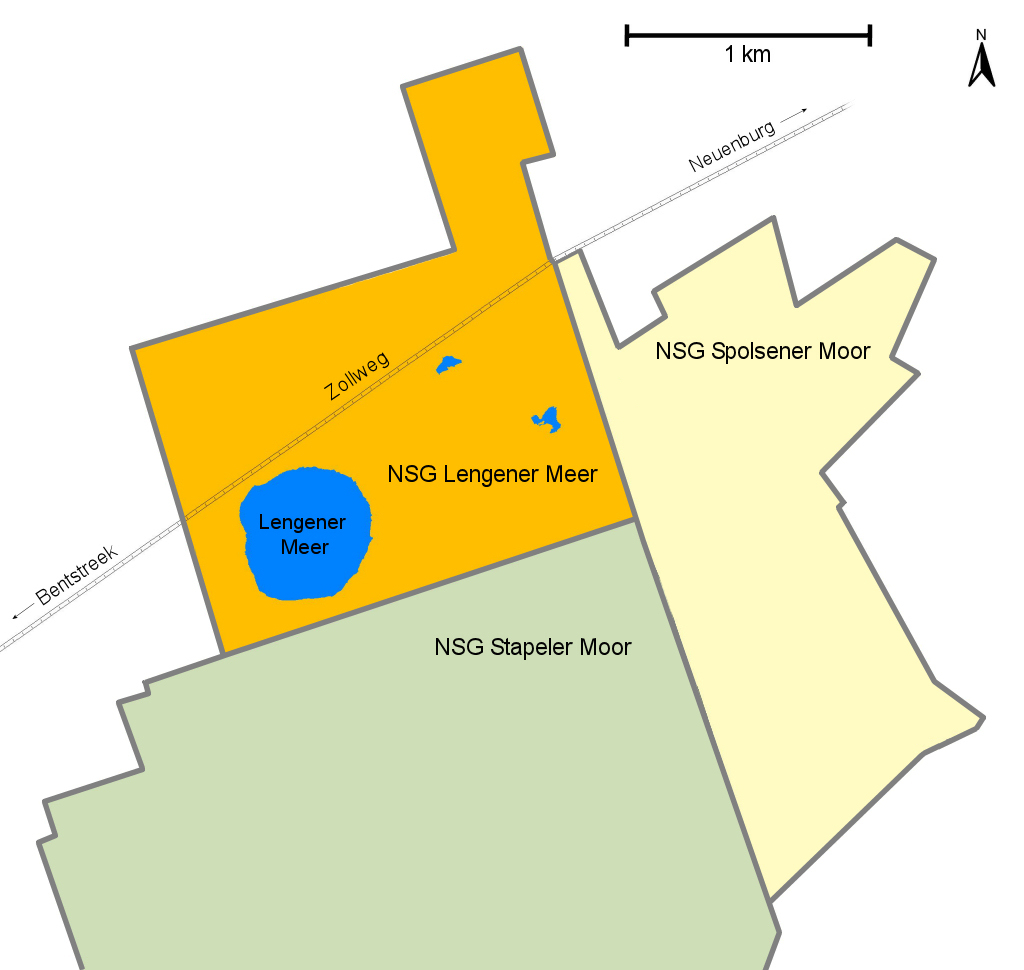
Übersichtskarte der Schutzgebiete Lengener Meer, Stapeler Moor und Spolsener Moor

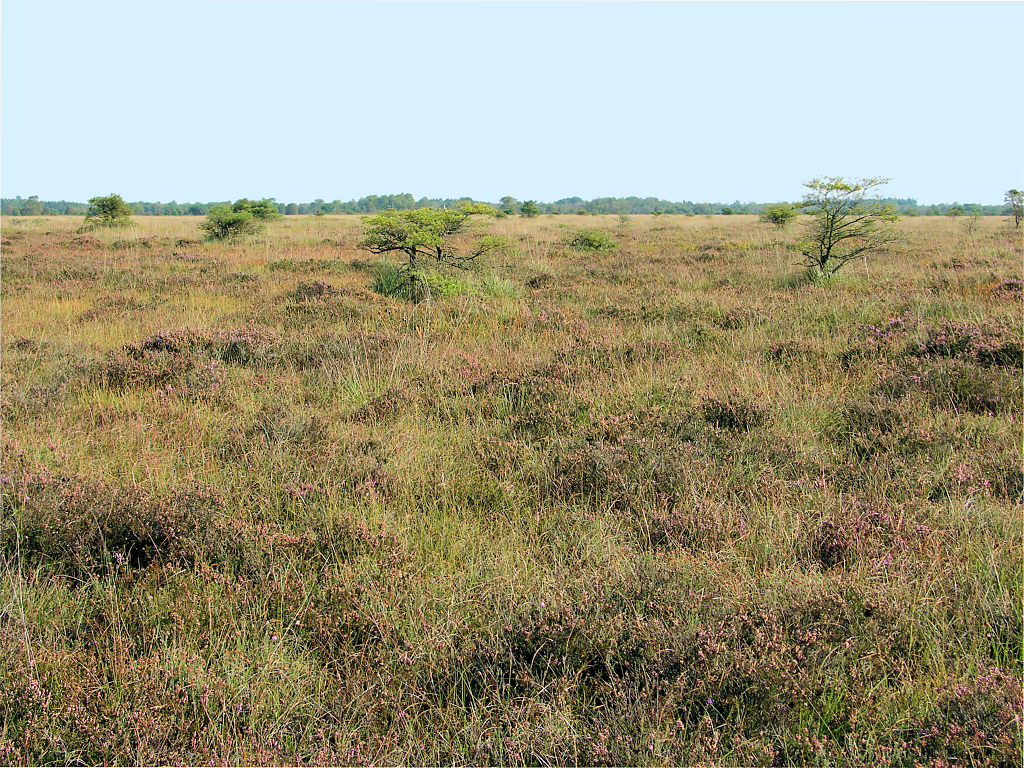
Offene Hochmoorfläche mit relativ naturnahem Bult-Schlenken-Komplex und hochmoortypischen Krüppelkiefern

Die Gemeinde Uplengen ist reich an Naturschutzgebieten, von denen die meisten Moorgebiete sind. Von den 14.900 Hektar Gemeindegebiet stehen 1597 Hektar unter Naturschutz, was einem Anteil von 10,72 Prozent entspricht. Das Naturschutzgebiet Lengener Meer hat eine Größe von 240 Hektar und ist Teil des insgesamt 1414 Hektar großen FFH-Gebiets „Lengener Meer, Stapeler Moor, Baasenmeers-Moor“. Das namensgebende Gewässer, einer der wenigen verbliebenen Hochmoorseen in Deutschland, steht bereits seit 1940 unter Schutz. Erweiterungsflächen im Norden, die bis auf das Gebiet der Gemeinde Friedeburg ragen, wurden 1982 hinzugefügt. Östlich an das Schutzgebiet schließt sich das NSG Spolsener Moor an, das aber bereits vollständig auf dem Gebiet des Landkreises Friesland liegt. Südlich des Lengener Meeres schließen sich die Naturschutzgebiete Stapeler Moor (557 Hektar, Unterschutzstellung 1983) sowie Stapeler Moor Süd und Kleines Bullenmeer an. Letztgenanntes Gebiet wurde 2007 unter Schutz gestellt. Es ist 414 Hektar groß, wovon 324 Hektar auf den Landkreis Leer und 90 Hektar auf den Landkreis Ammerland entfallen. Das vierte Moor-Naturschutzgebiet ist das Neudorfer Moor mit 350 Hektar Größe, das seit 1983 unter Naturschutz steht. Besonders im Stapeler Moor (bis 1997) und im Neudorfer Moor fand in früheren Jahrhunderten Torfabbau statt, die entsprechenden Flächen wurden und werden wiedervernässt. Im Bereich des Lengener Meeres gibt es auch noch wachsende Resthochmoorflächen. Im Waldgebiet Holle Sand befindet sich die mit etwa 18,5 Metern über Normalnull höchstgelegene Stelle auf dem ostfriesischen Festland, eine Wanderdüne. Das Gebiet ist 126,3 Hektar groß und steht seit 1951 unter Schutz. Es handelt sich um das größte zusammenhängende Binnendünengebiet Ostfrieslands. Wegen der geringen Bodengüte besteht der Forst vorwiegend aus Kiefernwald, teilweise Birken-Eichenwald.
Zu den Naturschutzgebieten kommen noch weitere geschützte Gebiete hinzu. Als Landschaftsschutzgebiet ausgewiesen ist seit 2009 das LSG Südgeorgsfehner Moor, das sich auf einer Restmoorfläche jenes Gebiets befindet. Es ist 67,1 Hektar groß. Ein geschützter Landschaftsbestandteil mit einer Größe von rund fünf Hektar ist der Brook im Ortsteil Selverde, der seit 1949 unter Schutz steht. Seit demselben Jahr steht der drei Hektar große, geschützte Landschaftsbestandteil Tichelboe südöstlich von Remels unter Schutz. Als Naturdenkmale sind seit 2005 zwei Granitfindlinge in der Gemarkung nördlich von Remels unter Schutz gestellt. In und um den Hauptort Remels, in und um Stapel sowie bei Großsander und Neufirrel sind jeweils mehrere Bäume als Naturdenkmale ausgewiesen. Dabei handelt es sich um Rotbuchen, Kastanien, Linden und Eichen.
Die für die Schutzgebiete zuständige Untere Naturschutzbehörde ist der Landkreis Leer.

## Geschichte

### Ur- und Frühgeschichte

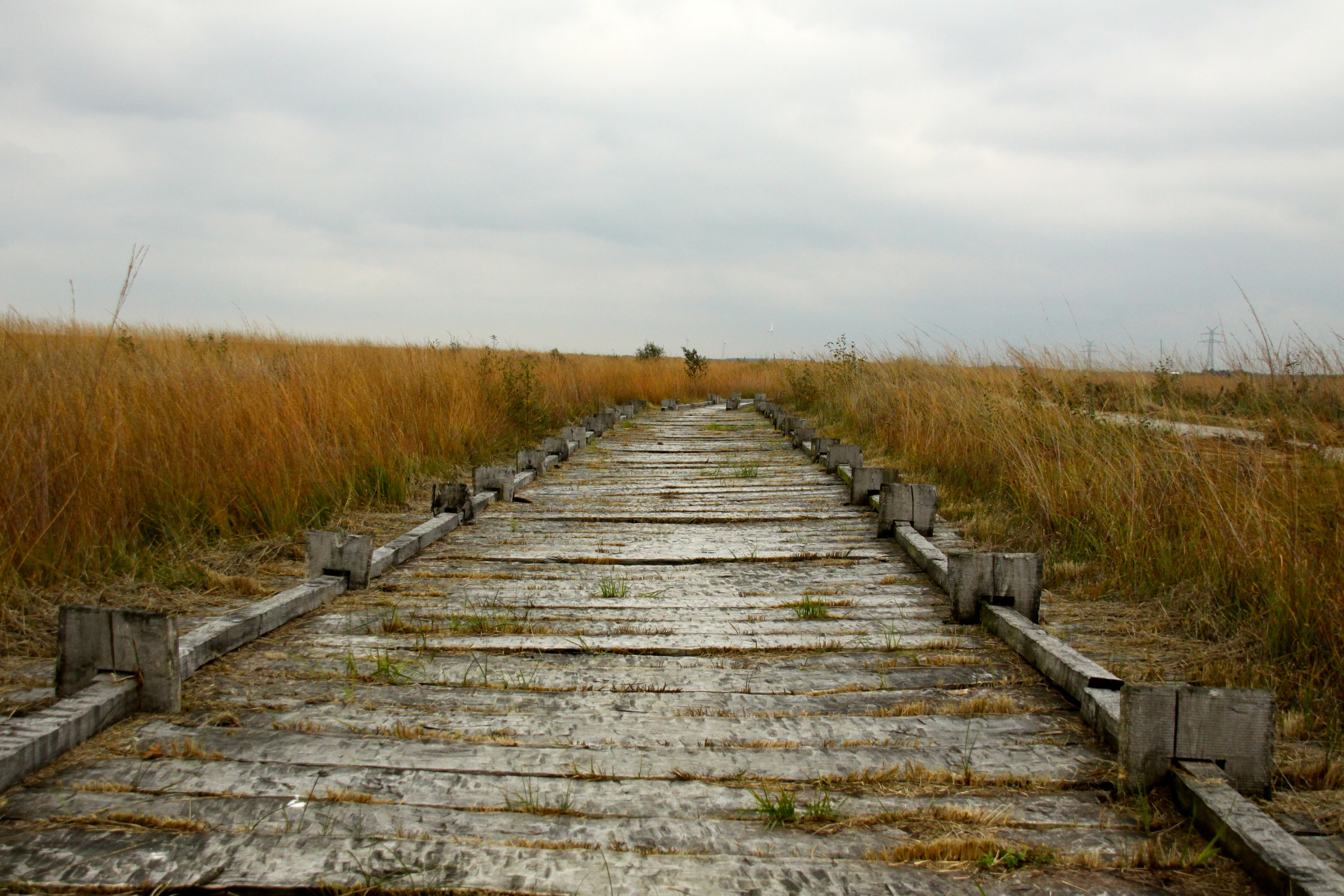
Rekonstruktion eines Bohlenweges aus dem Jahre 713 v. Chr. im Naturschutzgebiet Stapeler Moor

Die Gemeinde Uplengen liegt im Südosten des oldenburgisch-ostfriesischen Geestrückens und mithin in jener ostfriesischen Teilregion, in der die bislang ältesten prähistorischen Funde in Ostfriesland entdeckt wurden. Diese liegen auf dem Gebiet der westlichen Nachbargemeinde Hesel. Die Funde auf Uplengener Gebiet sind alle jüngeren Datums. Von historischer Bedeutung sind vor allem die urgeschichtlichen Wege durch das Moor, die beweisen, dass es Menschen schon in jener Zeit verstanden, sich Pfade durch dieses unwegsame Gelände zu bahnen.
Eine aus hellgrauem Feuerstein bestehende Klinge wurde 2006 bei Grabungen in einem geplanten Neubaugebiet in Remels entdeckt. Die Klinge ist laut Bericht des Archäologischen Dienstes der Ostfriesischen Landschaft „vermutlich in das späte Neolithikum (Jungsteinzeit) zu datieren“. Eine mittelsteinzeitliche Pfeilspitze ist 2001 bei einer Begehung auf einem Acker im Ortskern von Poghausen aufgefunden worden. Es handelt sich dabei um eine Klinge aus gelbem Feuerstein.
Bereits in der Bronzezeit gab es einen „Abzweig“ des seinerzeitigen Wegenetzes innerhalb der Region, der auf der Geest von Hesel nach Remels führte. Zu diesem Schluss kamen Archäologen, die bereits in den 1950er Jahren das bronzezeitliche Wegenetz in Ostfriesland anhand von Hügelgräbern und weiteren aufgefundenen Artefakten, insbesondere ihrer räumlichen Ballung, untersucht haben.
Im Stapeler Moor bei Oltmannsfehn wurden vorgeschichtliche Bohlenwege entdeckt, mit deren Hilfe die Menschen seinerzeit das Moor an einigen geeigneten Stellen überquerten. Der Bohlenweg bei Oltmannsfehn wird auf die Zeit zwischen etwa 2000 v. Chr. und 700 v. Chr. datiert; es handelt sich somit um einen Weg aus der jüngeren Bronzezeit oder der älteren vorrömischen Eisenzeit. Auf dem nur vier Kilometer breiten Moorstreifen zwischen Großsander und dem heutigen Westersteder Ortsteil Hollriede wurden ebenfalls Bohlenwege entdeckt, desgleichen im Raum Südgeorgsfehn. Diese Wege wurden – mit Ausnahme desjenigen bei Oltmannsfehn – jedoch in späterer Zeit wieder vom Moor überwuchert. Für den Bohlenweg in Oltmannsfehn wurden mehr als 1500 Eichen gefällt und verarbeitet. Archäologen nehmen an, dass für die Anlegung des Weges etwa zwei Jahre Arbeit aufgewendet werden mussten.
In Hollen sind eine Steinaxt, der Form nach typisch für die älterbronzezeitlichen Arbeitsäxte, sowie ein kleines Feuersteinbeil und ein überschliffener Flintdolch aus der Einzelgrabkultur entdeckt worden, bei denen es sich vermutlich um Grabbeigaben handelte. Beim Torfstechen in der Gemarkung Oltmannsfehn sind in ungefähr einem halben Meter Tiefe im Erdboden Bruchstücke gefunden worden, die später im Institut für historische Küstenforschung in Wilhelmshaven zu einer zirka 80 Zentimeter langen, hölzernen Keule rekonstruiert werden konnten. Es handelte sich um eine Keule aus Feldahorn aus der älteren bis mittleren Bronzezeit. Grabhügel aus der Elp-Kultur fanden sich bei Remels.
Bereits 1986 sind bei Arbeiten im Moor in Meinersfehn zwei jeweils etwa vier Zentimeter lange Bronzeröhrchen aufgefunden worden, die möglicherweise zu Wagen aus der vorrömischen Eisenzeit gehörten. Ähnliche Funde legten diesen Schluss nahe. Ob es sich tatsächlich um Wagenteile handelte, ist bislang noch nicht bestätigt worden (Stand: 1995).

### Mittelalter
Ein Siedlungsplatz, der in das späte 8. bzw. in das 9. Jahrhundert zu datieren ist, wurde 2002 in Großoldendorf freigelegt. Einen weiteren Siedlungsplatz aus jener Zeit hatten Archäologen bereits zuvor in Hollen entdeckt. Grabungen im Ortskern von Remels brachten Keramikfunde, so etwa Muschelgrus- und Badorfer Ware, zutage, die einen Siedlungsbeginn an dieser Stelle im 9. Jahrhundert nachwiesen. Neben der Keramik wurden dabei auch Hausgrundrisse und Brunnen freigelegt. In Ostfriesland bisher einmalig ist der Fund einer vergoldeten Heiligenfibel mit Emaileinlage, die der ersten Hälfte des 9. Jahrhunderts zugeordnet wird.
In den Werdener Urbaren wurden Selverde (als Seluuida) und Hollen (als Holanla) um das Jahr 900 erstmals urkundlich erwähnt. Sie sind damit die ältesten, schriftlich festgehaltenen Ortsnamen im Gemeindegebiet.
Etwa im 11. Jahrhundert entdeckten die Bewohner der Geest, dass sich der im Moor befindliche Torf nach Trocknung als Heizmaterial eignete. In jener Zeit begann in Ostfriesland der gezielte Abbau von Torf in den Moorgebieten.
Nach der Zeit der friesischen Freiheit konnte sich keine nennenswerte eigenständige Häuptlingsherrschaft auf Uplengener Gebiet etablieren, da die Böden hier zu sandig waren und keinen landwirtschaftlichen Reichtum hervorbrachten, der in anderen Teilregionen Ostfrieslands die Grundlage des Aufstiegs der dortigen Häuptlinge war. Uplengen geriet in den Einflussbereich des Häuptlings Focko Ukena aus Neermoor. Im Konflikt zwischen Ukena und dem Freiheitsbund der Sieben Ostfrieslande stand das Lengenerland auf der Seite des Neermoorer bzw. Leeraner Häuptlings. Nach der Niederlage Ukenas stieg die Häuptlingsfamilie Cirksena zu Grafen von Ostfriesland auf (1464), die damit auch das vorliegende Gebiet beherrschten.

### Unter den Cirksena
Im Spätmittelalter entstand im heutigen Großsander eine Wehranlage, die den Namen Burg Uplengen (früher einfach: Lengen) trug. Unter der Herrschaft des ostfriesischen Grafen Edzard Cirksena wurde die Grenzbefestigung zum Oldenburgischen 1432 stark ausgebaut. Während der sächsischen Fehde wurde die Burg 1514 von den Gegnern des ostfriesischen Herrscherhauses erobert, im folgenden Jahr aber zurückerobert. Der ostfriesische Graf Enno II. ließ die Festung 1535 schleifen und das Gebäude drei Jahre später komplett abbrechen. Die Steine wurden nach Stickhausen gebracht, wo sie zum Ausbau der dortigen Grenzbefestigung dienten.

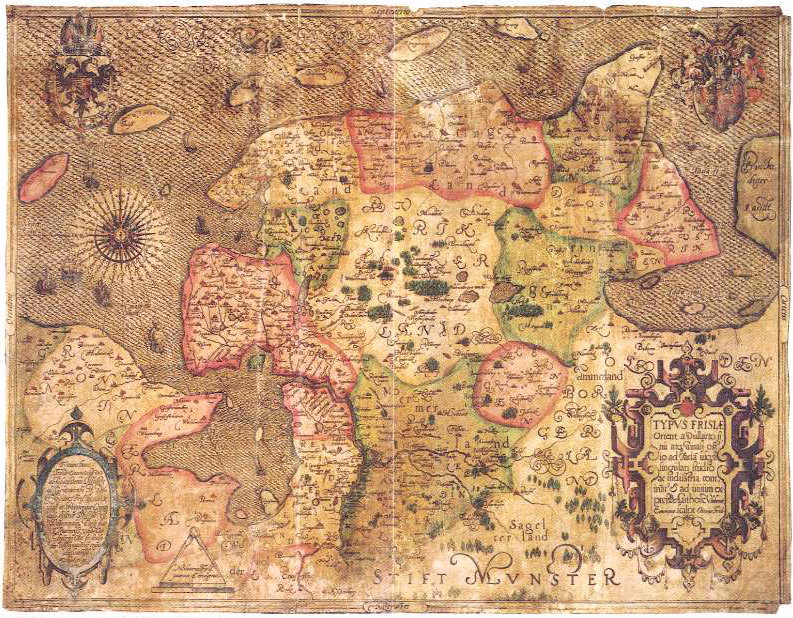
Ostfriesland-Karte von Ubbo Emmius (1595): Auf ihr wurden mehrere Ortschaften erstmals urkundlich erwähnt. Das Lengenerland ist das rot umrahmte Gebiet am Südostrand Ostfrieslands.

Die Grafen von Ostfriesland schufen neue Verwaltungsstrukturen, indem sie Ämter einrichteten. Das vorliegende Gebiet kam 1535 zum Amt Stickhausen, das in etwa das Gebiet der heutigen (Samt-)Gemeinden Jümme, Hesel, Uplengen, Rhauderfehn und Ostrhauderfehn umfasste, also ungefähr das östliche Drittel des heutigen Landkreises Leer. Beamte der Grafen übernahmen fortan die Verwaltungsgeschäfte. Das Amt Stickhausen gehörte aufgrund einer gegenüber der Marsch geringeren Bodengüte zu den ärmeren in der Grafschaft und blieb es in den folgenden Jahrhunderten. Ein Vergleich zwischen dem Amt Greetsiel und dem ungleich flächengrößeren Amt Stickhausen aus dem Jahr 1596 zeigt die Unterschiede: Im Amt Stickhausen gab es 2.311 Grasen Ackerland, im Amt Greetsiel hingegen mit 23.355 Grasen das Zehnfache.
Die Reformation hielt in Ostfriesland schon früh Einzug, wobei die Einwohner des heutigen Gemeindegebiets lutherisch wurden, während sich in den westlichen Ämtern der Grafschaft der reformierte Glaube durchsetzte.
Im Dreißigjährigen Krieg wurde Ostfriesland dreimal (1622–1624, 1627–1631 und 1637–1651) von fremden Truppen eingenommen und als Quartier benutzt, wenn auch keine größeren Kampfhandlungen stattfanden. Von 1622 bis 1624 besetzten die Mansfelder Ostfriesland. Die Orte in der Umgebung litten unter der Besetzung durch die Truppen. Die beiden folgenden Besetzungen bedeuteten zwar ebenfalls Belastungen durch Kontributionen. Die Besatzer von 1627 bis 1631 jedoch, kaiserliche Truppen unter Tilly, „hielten Manneszucht und vermieden Ausschreitungen“, desgleichen die von 1637 bis 1651 in Ostfriesland einquartierten hessischen Truppen unter Wilhelm V. von Hessen-Kassel. Auch materiell stellte sich die Situation unter den beiden Besetzungen anders dar als unter Mansfeld: Es wurden zwar Kontributionen eingetrieben, doch wurden diese auch wieder in der Region ausgegeben. Während des Krieges brach in Ostfriesland die Pest aus, Todeszahlen für das vorliegende Gebiet sind jedoch nicht dokumentiert.

### Von Preußen zum Königreich Hannover

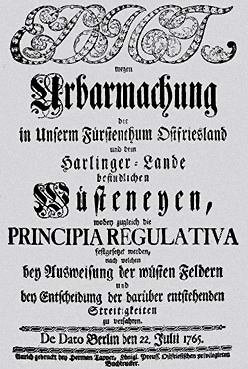
Urbarmachungsedikt

Im Jahr 1744 fiel Ostfriesland durch eine Exspektanz an Preußen. Der Kirchort Remels war zu jener Zeit ein Ort, der im Unterschied zu anderen Orten des Amtes Stickhausen durchschnittlich mit Handwerkern und Kaufleuten besetzt war. 1756 wurden deren neun gezählt: ein Kaufmann, zwei Leineweber, zwei Schneider, ein Schmied und drei Zimmerleute. Groß- und Kleinoldendorf kamen zu jener Zeit nur zusammen auf acht Handwerker, in Hollen gab es 1756 lediglich einen Schneider. Zum Vergleich: In Detern und Stickhausen, wo sich der Amtssitz befand, gab es zum selben Zeitpunkt zusammen 65 Kaufleute und Handwerker. Im Lengener Gebiet waren Bauern und andere landwirtschaftlich Beschäftigte die größte Berufsgruppe.
In der zweiten Hälfte des 18. und zu Beginn des 19. Jahrhunderts wurden auf dem heutigen Gemeindegebiet mehrere Moorkolonien angelegt. Der Großteil der Moorkolonien wurde nach dem 1765 durch Friedrich den Großen erlassenen Urbarmachungsedikt besiedelt. Die Neusiedler stammten zum großen Teil aus den umliegenden alten Geestdörfern, auch solchen, die sich heute nicht auf Gemeindegebiet befinden. Die erste nach Verabschiedung des Edikts entstandene Moorkolonie des Lengenerlandes war Meinersfehn (1767). 1772 ließen sich die ersten Siedler aus Remels in Klein-Remels nieder. Im selben Jahr wurden von Jübberde aus die Kolonien Bargerfehn, Ochsenkopf und Zinskenfehn gegründet. Zwischen 1786 und 1806 erfolgte sukzessive die Besiedlung von Stapel. Ausgehend vom Mutterdorf Poghausen, ließen sich ab 1807 Kolonisten in Oltmannsfehn nieder (benannt nach dem ersten Kolonisten Oltmann Leeners) und ab 1813 auch in Ockenhausen (benannt nach dem ersten Kolonisten Ocke Janssen). Als „Anhängsel“ der bereits seit 1764 besiedelten Kolonie Firrel entstand nach 1810 Neufirrel. Den auf „-fehn“ endenden Ortschaften ist gemeinsam, dass die Namensendung lediglich auf die Lage in einem Moorgebiet hinweist. Es handelte sich in allen Fällen um Streusiedlungen, nicht um Siedlungen, die sich an einem Fehnkanal entlang erstreckten. Durch die von Friedrich forcierte Moorkolonisierung wuchs die Einwohnerzahl des Amtes Stickhausen, zu dem auch das vorliegende Gebiet gehörte, während dieser Periode sehr deutlich: von rund 5.100 auf zirka 9.300 Personen. 1806 war das Amt Stickhausen das nach Einwohnerzahl drittgrößte hinter den Ämtern Aurich und Leer.

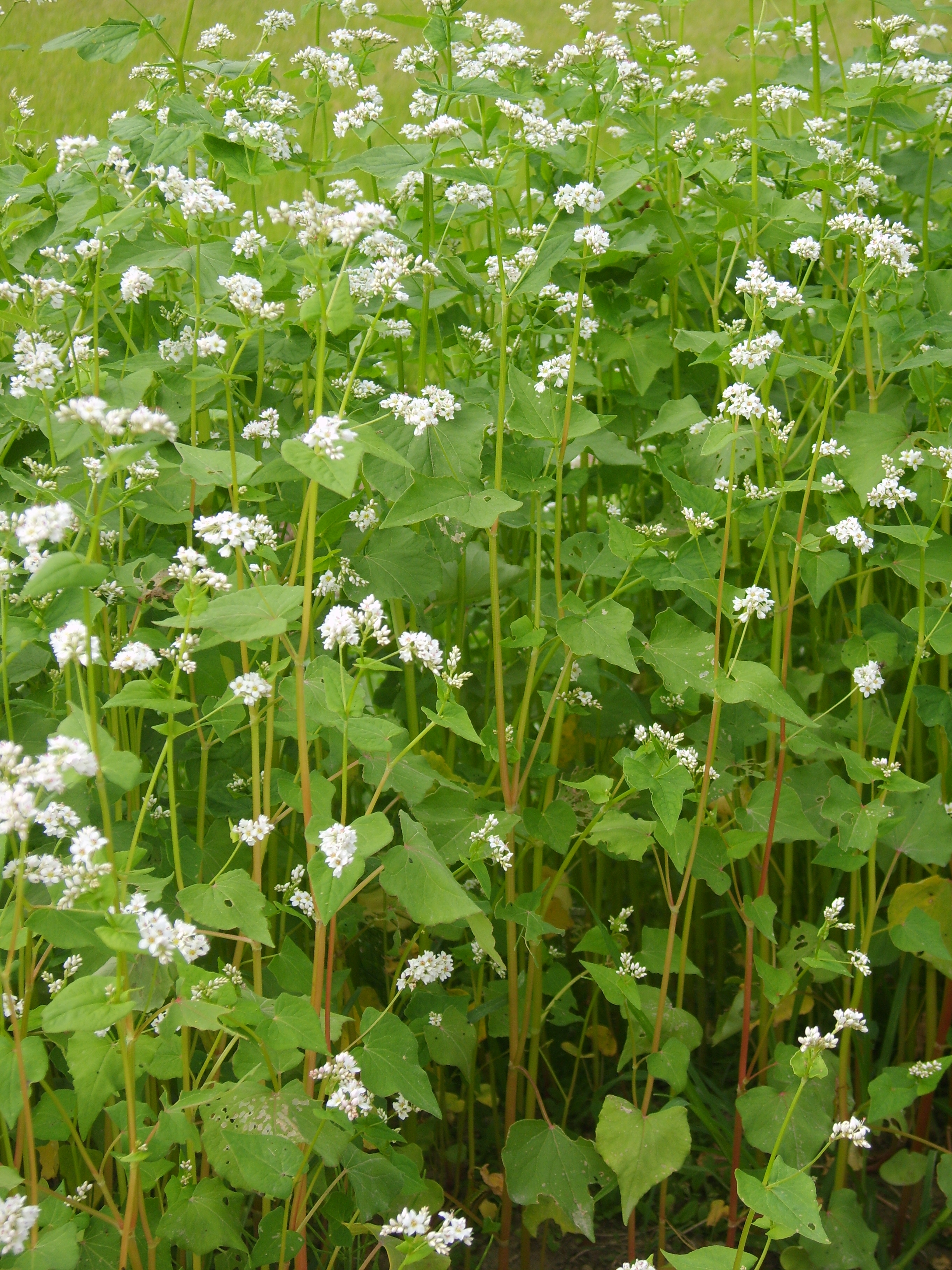
Nahrungsgrundlage der ersten Moorsiedler: Echter Buchweizen (Fagopyrum esculentum)

Landwirtschaftliche Grundlage der Moorkolonien war die Moorbrandkultur. Dabei wurden im Sommer kleine Gräben angelegt, um ein Stückchen Moor zu entwässern. Im Herbst wurde das Moor in Schollen gehackt, die im Winter durchfroren und im darauffolgenden Frühjahr geeggt wurden. Im späten Frühjahr zündeten die Kolonisten die solcherart bearbeiteten Moorflächen an und legten Samen (zumeist) von Buchweizen in die Asche. Buchweizen wächst sehr schnell und konnte daher nach wenigen Wochen geerntet werden. Der Buchweizen, ein Knöterichgewächs, wurde im Anschluss verarbeitet. Angebaut wurden auch Kartoffeln, Roggen und Hafer. Der Moorboden wurde durch diese Form der Bearbeitung allerdings nach einigen Jahren ausgelaugt, sodass die Erträge sanken. Die Moorkolonien wurden folglich mit nur wenigen Ausnahmen zu Notstandsgebieten. Da die Moorkolonien jedoch verarmten, teils verstärkt durch Witterungseinflüsse und/oder Viehseuchen, wurde die Propagierung des Buchweizenanbaus nach der Moorbrandkultur 1791 von der preußischen Kriegs- und Domänenkammer zunächst eingestellt. Es kam zu einem Stopp der Anlegung neuer Kolonien bzw. der Vergrößerung bestehender Kolonien, der bis etwa 1800 andauerte.
Nach der Schlacht bei Jena und Auerstedt 1806 wurde Ostfriesland und damit auch das vorliegende Gebiet in das Königreich Holland und damit in den französischen Machtbereich eingegliedert. 1810 kam es als Departement Ems-Orientale (Osterems) unmittelbar zum französischen Kaiserreich, 1813 schließlich kam es nach den Befreiungskriegen erneut kurzzeitig zu Preußen. Nach dem Wiener Kongress 1814/15 trat Preußen Ostfriesland an das Königreich Hannover ab.

### Vom Königreich Hannover bis zum Ersten Weltkrieg
Auch während der Regentschaft der Könige von Hannover dauerte die Moorkolonisierung an. Zum ersten und einzigen Male wurden im Gemeindegebiet auch Fehnsiedlungen angelegt, die an Kanälen entstanden. Es handelt sich dabei um die ab 1829 entstandenen Siedlungen Nord- und Südgeorgsfehn, die nach König Georg V. von Hannover benannt wurden. Gemeinsam mit Holterfehn in der heutigen Gemeinde Ostrhauderfehn sind dies die letzten in Ostfriesland entstandenen Fehnsiedlungen „echten“ Typs – also solche mit Siedlungen, die sich entlang eines zuvor ausgehobenen Fehnkanals erstrecken. Der Kanal diente zum einen der Entwässerung des umliegenden Moorgebietes, zum anderen als Haupttransportweg jener Zeit.
Nachdem bereits in den Jahren 1834/1835 die erste besteinte Chaussee Ostfrieslands von Leer über Hesel nach Aurich angelegt wurde, erfolgte zwischen 1839 und 1841 der Ausbau des Weges von Hesel über Remels nach Oldenburg, der Vorläufer der späteren Reichsstraße 75. 1863 wurde eine tägliche Fahrpost von Leer nach Oldenburg eingerichtet.
1866 kam Ostfriesland (und damit auch das vorliegende Gebiet) nach dem Deutschen Krieg an Preußen und war ab 1871 Teil des Kaiserreichs. Bei der preußischen Gebietsreform 1885 kam Uplengen zum Landkreis Leer, dem das Gebiet seitdem angehört. Der Nordgeorgsfehnkanal wurde bis 1891 bis nach Neudorf an der heutigen Grenze zur Stadt Wiesmoor vorangetrieben. Im Zuge des Ausbaus der ein Jahr zuvor gegründeten Moorkolonie Marcardsmoor existierten jedoch bereits Pläne, den Kanal bis dorthin voranzutreiben. Dies geschah ab dem Jahre 1907, die endgültige Fertigstellung verzögerte sich durch den Ersten Weltkrieg und die nachfolgende Krisenzeit jedoch bis 1922.

### Weimarer Republik
Im April 1919 kam es zu sogenannten „Speckumzügen“ von Emder Arbeitern, an die sich Landarbeiterunruhen und ebensolche Raubzüge im Rheiderland anschlossen. Arbeiter brachen in geschlossenen Zügen in die umliegenden Dörfer auf und stahlen Nahrungsmittel bei Bauern, wobei es zu Zusammenstößen kam. Die Lage beruhigte sich erst nach der Entsendung von in der Region stationierten Truppen der Reichswehr. Als Reaktion darauf bildeten sich in vielen Orten Ostfrieslands – auch solchen, die von den „Umzügen“ nicht betroffen waren – Einwohnerwehren, so in Bühren (20 Personen mit 13 Waffen) und Großsander (20/10). Im Vergleich zu den westlichen Gemeinden des Kreises Leer blieben die Wehren zahlenmäßig jedoch schwach. Aufgelöst wurden die Einwohnerwehren erst nach einem entsprechenden Erlass des preußischen Innenministers Carl Severing am 10. April 1920.
Nach dem Ende des Ersten Weltkriegs versuchten mehrere expressionistische Künstler, in Remels eine Künstlerkolonie zu gründen. Die Gruppe bestand aus Otto Pankok, Gert Heinrich Wollheim und Hermann Hundt. Pankok hatte bereits zuvor mehrere Jahre in einer Künstlerkolonie im Örtchen Dötlingen im Oldenburgischen gelebt. Die Künstler gaben ihr Vorhaben jedoch wieder auf, verzogen nach Düsseldorf und schlossen sich dort der Künstlergruppierung „Das Junge Rheinland“ an.
In den Ortschaften der Gemeinde Uplengen machte sich bereits in den Anfangsjahren der Weimarer Republik ein deutlicher Rechtsruck in der politischen Meinung bemerkbar. Wie in den meisten anderen Moor- und Geestgegenden Ostfrieslands auch, wählten die Einwohner bei der Reichstagswahl 1919 noch liberal, bereits bei der Wahl im Dezember 1924 allerdings obsiegten rechte Parteien. Exemplarisch kann die Ortschaft Poghausen genannt werden, wo die Wähler 1919 mehrheitlich (65 Prozent) für die DDP votierten. Bei der Wahl im Dezember 1924 hingegen errang die DNVP 83,6 Prozent der Stimmen.
Wie im gesamten Nordwesten Niedersachsens erhielt in der Weimarer Republik die Landvolkbewegung Auftrieb, nachdem sich 1927 eine Missernte ereignet und die Bauern zusehends in Existenznöte gebracht hatte. Durch die Konzentration auf Mengen statt auf Qualität waren die Probleme jedoch zum Teil auch hausgemacht. Wie in anderen Landesteilen flatterte die schwarze Fahne, Symbol der Schwarzen Schar des Florian Geyer im Bauernkrieg, als Zeichen des Protests. Am 5. Januar 1928 kam es in Aurich zu einer Großdemonstration von Landwirten aus der Region, an der 4000 Menschen teilnahmen. Die Nationalsozialisten mit ihrer Blut-und-Boden-Ideologie sahen sich als  Sachwalter der Nöte der Landwirte und fanden in vielen Gemeinden entsprechenden Zulauf.
In den Folgejahren gewann die NSDAP mehr und mehr Anhänger. Sie hatte in Poghausen im September 1930 die DNVP bereits überflügelt (39 Prozent im Vergleich zu 37,3 Prozent). Bei der Reichstagswahl im Juli 1932 schließlich errangen die Nationalsozialisten 91,6 Prozent der Stimmen. Die restlichen 8,4 Prozent entfielen auf die DNVP.
Die Infrastruktur wurde auch in den Jahren der Weimarer Republik weiter verbessert. Der endgültige Ausbau des Nordgeorgsfehnkanals erfolgte bis 1922, in jenem Jahr wurde auch die Schleuse in Neudorf angelegt.

### Nationalsozialismus
In mehreren Ortschaften blieb der Bürgermeister auch nach 1933 im Amt. Der bis dahin parteilose Bürgermeister von Neufirrel trat sofort nach der „Machtergreifung“ in die NSDAP ein. Er wurde in der Folgezeit nicht nur der Ortsbauernführer, sondern auch Bezirksbauernführer des Bezirks Uplengen. Die Bauern im Gemeindegebiet wurden im Reichsnährstand gleichgeschaltet. Die Verabschiedung des Reichserbhofgesetzes stieß bei vielen Bauern auf Proteste, da sie sich in ihrer wirtschaftlichen Entscheidungsfreiheit beschränkt sahen. In den Moorkolonien kam hinzu, dass die landwirtschaftlichen Grundstücke oft zu klein waren, um eine Vollbauernstelle darzustellen. Das Verbot, Erbhöfe zu veräußern, traf somit diejenigen Betriebe an der unteren Größenbegrenzung eines Erbhofes von 7,5 Hektar ganz besonders. Für Neufirrel traf dies auf 16 Kolonate zu. Die Höfe konnten nach Aufnahme nicht mehr geteilt werden. Obwohl es viele richterliche Urteile zugunsten der klagenden Kleinbauern gab, blieb der Anteil der Erbhofbauern in der Region dennoch über dem Reichsdurchschnitt.
Im Zuge von Notstandsarbeiten (Arbeitsbeschaffungsmaßnahmen) wurden im vorliegenden Gebiet in der NS-Zeit weitere Wege ausgebaut, die bis dahin nur unbefestigt oder schlecht befestigt waren. Dazu zählten Wege von Spols nach Neudorf, von Großsander in Richtung Apen, Kleinsander und Meinersfehn, aber auch eine Ortsumgehung, mit der die Reichsstraße 75 aus der engen Ortsdurchfahrt verlegt wurde. Die Straße wurde zudem erstmals asphaltiert. Fortgeführt wurde in einigen Ortschaften auch die Anbindung an das Torfkraftwerk Wiesmoor, womit diese Dörfer erstmals über elektrischen Strom verfügten. Im Stapeler Moor bei Meinersfehn wurden ab 1936 Flächen für die Belieferung des Kraftwerks abgetorft.
Während der NS-Zeit wurde nachweislich eine Person in Großsander zwangssterilisiert. Im Gemeindegebiet gab es kaum jüdisches Leben. Ob Juden in Uplengen Drangsalierungen und Verfolgungen ausgesetzt waren, ist unbekannt. Auch Sozialdemokraten und Kommunisten gab es in Uplengen nur wenig, von Verfolgungen wie in anderen Gegenden Ostfrieslands ist daher nichts bekannt.
Während des Zweiten Weltkriegs waren in nahezu jedem Dorf des vorliegenden Gebiets Kriegsgefangene und (zumeist weibliche) Zwangsarbeiter eingesetzt. Die Kriegsgefangenen stammten sowohl von der West- als auch von der Ostfront und dem Balkan, darunter Franzosen, Belgier, Russen, Ukrainer und Serben. Eingesetzt wurden sie als landwirtschaftliche Helfer, für Entwässerungsarbeiten und im Torfstich.
Vom Luftkrieg war Uplengen nur vereinzelt betroffen. Neben „verirrten“ Bomben und Notabwürfen, die nur geringen Schaden anrichteten, waren keine Abwürfe zu verzeichnen. Bei Bühren wurde am 21. Dezember 1943 ein amerikanischer Bomber von deutschen Jagdflugzeugen abgeschossen und stürzte in der Nähe des Dorfes ab. Noch Ende April 1945 wurden in einem Waldstück bei Selverde zwei Wehrmachtssoldaten zum Tode durch Erschießen verurteilt und anschließend in einem Waldstück verscharrt. Das vorliegende Gebiet wurde am 2. und 3. Mai 1945 von den heranrückenden kanadischen und polnischen Einheiten besetzt, nachdem diese zuvor Leer erobert hatten und auf Aurich zurückten. Bei Selverde sprengten deutsche Soldaten die Brücke über die Holtlander Ehe, sodass die Alliierten den Ort umgehen mussten. Bei Rückzugsgefechten der Wehrmacht kam es in einzelnen Dörfern zu Zerstörungen: Durch Beschuss gerieten mehrere Häuser und Höfe in Brand.

### Nachkriegszeit
In der unmittelbaren Nachkriegszeit war der Landkreis Leer unter den drei ostfriesischen Landkreisen am stärksten mit Ostflüchtlingen belegt, weil er – im Gegensatz zu den Landkreisen Aurich und Wittmund – nicht als Internierungsgebiet für kriegsgefangene deutsche Soldaten diente. Allerdings nahm der Landkreis Leer in der Folgezeit unter allen niedersächsischen Kreisen die meisten Personen auf, die schon in den Ostgebieten arbeits- oder berufslos waren. Auch der Anteil der über 65-Jährigen lag höher als im Durchschnitt Niedersachsens. Hingegen verzeichnete der Landkreis Leer unter allen niedersächsischen Landkreisen den geringsten Anteil an männlichen Ostflüchtlingen im Alter von 20 bis 45 Jahren.
In der Nachkriegszeit wurde die Infrastruktur deutlich ausgebaut. Neben vielen Verbindungswegen zwischen den Dörfern, die teils zunächst als Sandstraßen mit Randbefestigung angelegt wurden, richtete sich das Augenmerk auch auf überörtliche Verbindungen. So wurde die heutige Landesstraße von Wiesmoor nach Remels in der Zeit zwischen 1948 und 1952 zunächst auf einem fünf Kilometer langen Teilstück bis Neudorf als befestigte Straße ausgebaut, die Fortführung nach Remels schloss sich danach an.
Noch bis in die 1960er Jahre wurde im Stapeler Moor Torfabbau für das Kraftwerk Wiesmoor betrieben. Nach Umstellung der Befeuerung von Torf auf Gas wurde der Abbau jedoch fortgesetzt, der Torf als Blumenerde vermarktet.
Am 1. Januar 1973 wurde aus den 18 zuvor selbstständigen Gemeinden Bühren, Großoldendorf, Großsander, Hollen, Jübberde, Kleinoldendorf, Kleinsander, Meinersfehn, Neudorf, Neufirrel, Nordgeorgsfehn, Oltmannsfehn, Poghausen, Remels, Selverde, Spols, Stapel und Südgeorgsfehn die Einheitsgemeinde Uplengen gebildet und nach der alten historischen Landschaft benannt. Die Verwaltung der Gemeinde befindet sich in der Ortschaft Remels.

### Entwicklung des Gemeindenamens
Der Name der Gemeinde lässt sich auf den Flurnamen „Länge“ im Sinne von „Rücken einer Erhebung“ beziehungsweise „schmaler Landstrich oder Landzunge“ (plattdeutsch linge) zurückführen. Damit wird das von Mooren umschlossene Geestgebiet beschrieben. Der Namensbestandteil -lengen wird seit dem Übergang vom Mittelalter zur Neuzeit mit der niederdeutschen Präposition up (für „auf“) verbunden. Letztlich weist der Gemeindename also auf die Lage des erhöhten, zuerst besiedelten Geestgebiets inmitten einer Moorlandschaft hin. In der Kombination Uplenghen wird der Landstrich 1496 erwähnt, die Bezeichnung Lengederlant ist älter und wurde 1398 verwendet. Bei der niedersächsischen Gemeindereform 1973 wählten die Verantwortlichen in den fusionierenden Kleinstgemeinden den Namen des historischen Landstrichs als neuen, alten Gemeindenamen, wie auch in anderen Gegenden Ostfrieslands bei der Kommunalreform und der Bildung von Großgemeinden auf historische Bezeichnungen für Landstriche zurückgegriffen wurde (Bsp. Moormerland oder Westoverledingen).

## Religion

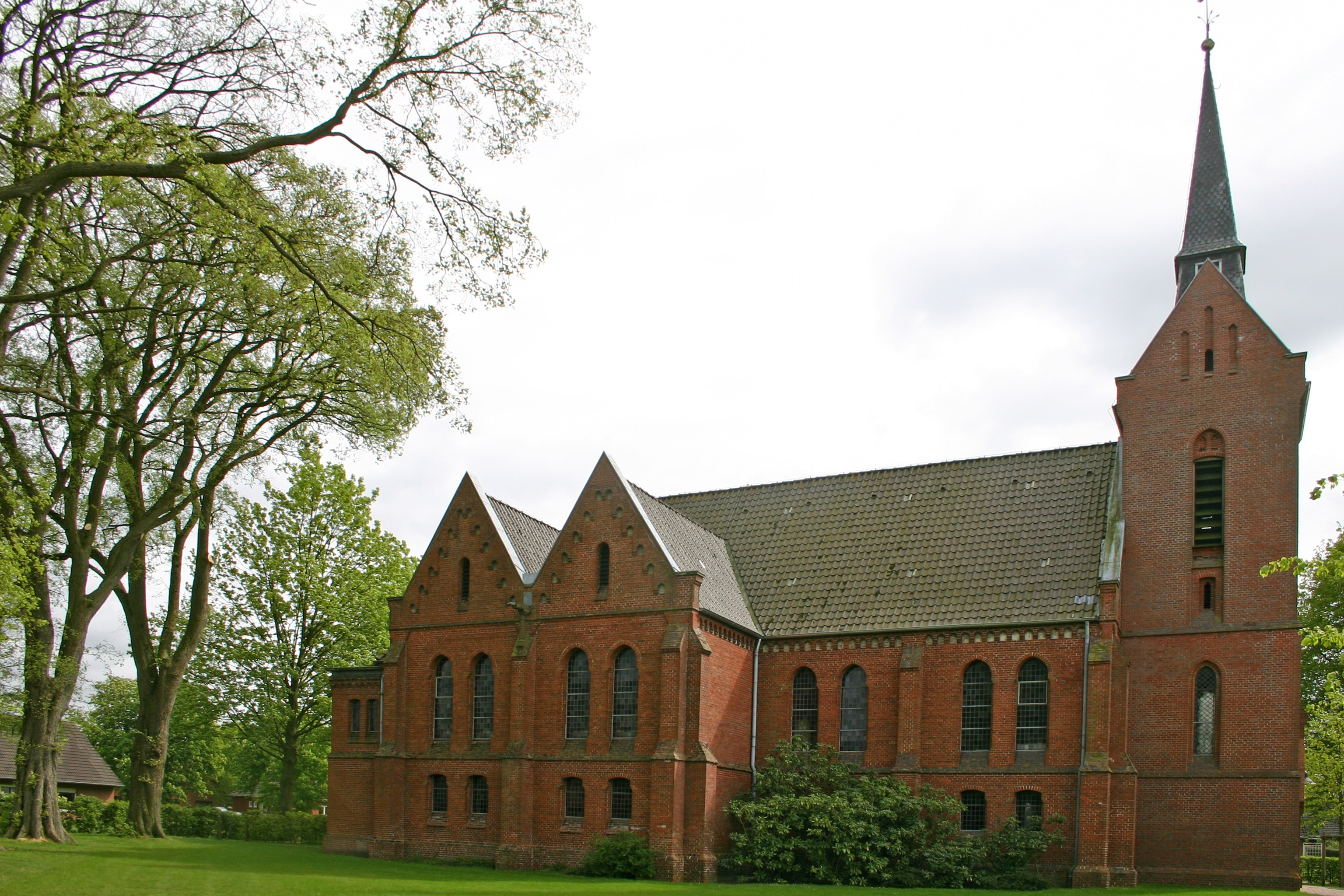
Christus-Kirche in Hollen

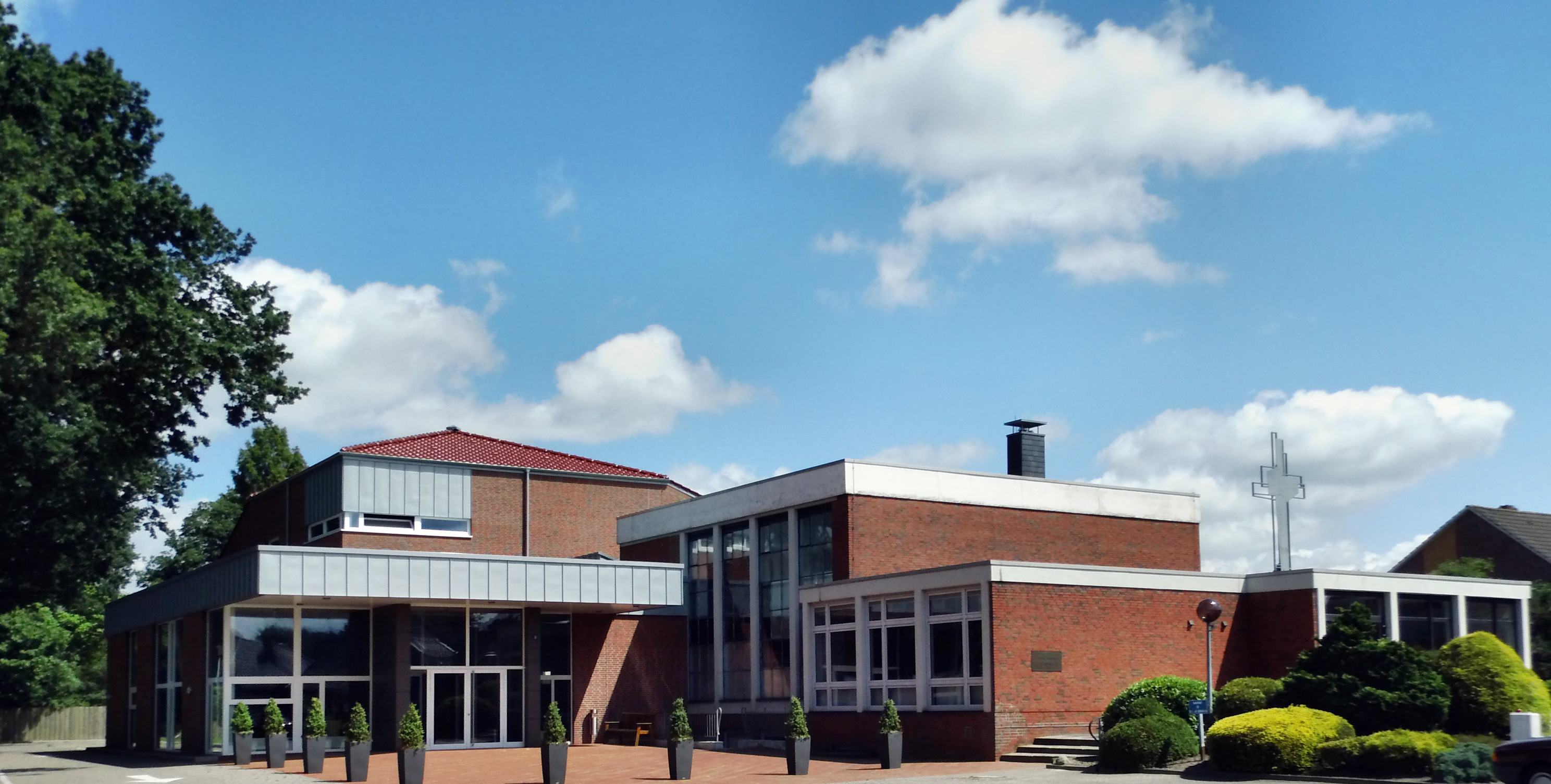
Baptistenkirche in Remels

Uplengen ist wie das gesamte Ostfriesland seit der Reformation stark protestantisch geprägt. Innerhalb der Region gehört die Gemeinde zum größeren östlichen Teil, der vorwiegend lutherischen Glaubens ist, während entlang der Ems im Westen Ostfrieslands der reformierte Glaube vorherrscht beziehungsweise eine ähnlich große Zahl von Gläubigen umfasst wie die Lutheraner. Der Katholizismus hat seit der Reformation in Uplengen nie eine bedeutende Rolle gespielt. Erst durch den Zuzug von katholischen Ostflüchtlingen nach dem Zweiten Weltkrieg gab es eine nennenswerte Zahl von Christen katholischer Richtung. In der Gemeinde gibt es daher vorwiegend lutherische Gemeinden, ergänzt um eine baptistische Gemeinde in Remels. Die drei lutherischen Kirchengemeinden in Hollen, Ockenhausen und Remels zählen zum Kirchenkreis Rhauderfehn der Hannoverschen Landeskirche. Die baptistische Gemeinde hatte 1975 ihr erstes Gotteshaus in Remels eingeweiht, das aber im Laufe der Jahre zu klein geworden war. Die Gemeinde baute daher ein neues Gotteshaus an, das 2011 eingeweiht wurde.
Die Bevölkerung teilte sich im Jahr 2010 konfessionell wie folgt auf: 78,61 % lutherisch, 1,84 % reformiert, 3,88 % katholisch, 15,67 % konfessionslos oder andere Glaubensgemeinschaften.:S. 7 In der Periode 2021–2023 sind jährlich 1 % der Gesamtbevölkerung ausgetreten.

## Politik
Im Gegensatz zum restlichen Ostfriesland war die CDU im Landkreis Leer nach dem Zweiten Weltkrieg bereits sehr frühzeitig organisiert und erzielte dort die besten Ergebnisse innerhalb der Region. Bei der Bundestagswahl 1949 erzielte sie die Mehrheit in allen Ortschaften außer dem nahe dem industriell geprägten Wiesmoor liegenden Neudorf, wo die SPD siegte. In Neudorf kam die CDU auf weniger als 30 Prozent. In zehn Ortschaften hingegen sicherte sie sich die absolute Mehrheit, in den restlichen Ortschaften wurde sie mit Ergebnissen zwischen 30 und 50 Prozent stärkste Partei. Bereits bei der Bundestagswahl 1953 holte die CDU dann in allen Ortsteilen die Mehrheit: In Neudorf, Großoldendorf, Remels und Meinersfehn war es die relative, in den anderen Ortsteilen sogar die absolute Mehrheit.
Diese Mehrheit blieb in der Folge unbehelligt und wurde bei der Wahl 1969 sogar noch ausgebaut: Die Christdemokraten gewannen bis auf Großoldendorf in allen Ortsteilen die absolute Mehrheit, in Großoldendorf die relative Mehrheit. Selbst bei der „Willy-Brandt-Wahl“ 1972, die der SPD in Ostfriesland ein Rekordergebnis und das Eindringen in manche vorherige CDU-Bastion erbrachte, blieb das Gemeindegebiet ein Rückhalt für die CDU. Wiederum war es Großoldendorf, das eine Ausnahme bildete: Hier lag die SPD vorne. In den anderen Ortsteilen errang erneut die CDU den Sieg, in einigen Ortschaften mit Ergebnissen jenseits der 70 Prozent.
Bei der Bundestagswahl 2005 war Uplengen eine von nur drei ostfriesischen Kommunen (neben der Samtgemeinde Jümme und Juist), in der die CDU vor der SPD lag. In allen anderen Kommunen der Region gewannen die Sozialdemokraten, für die Ostfriesland seit mehreren Jahrzehnten eine der Hochburgen in Deutschland ist.

### Gemeinderat und Bürgermeister

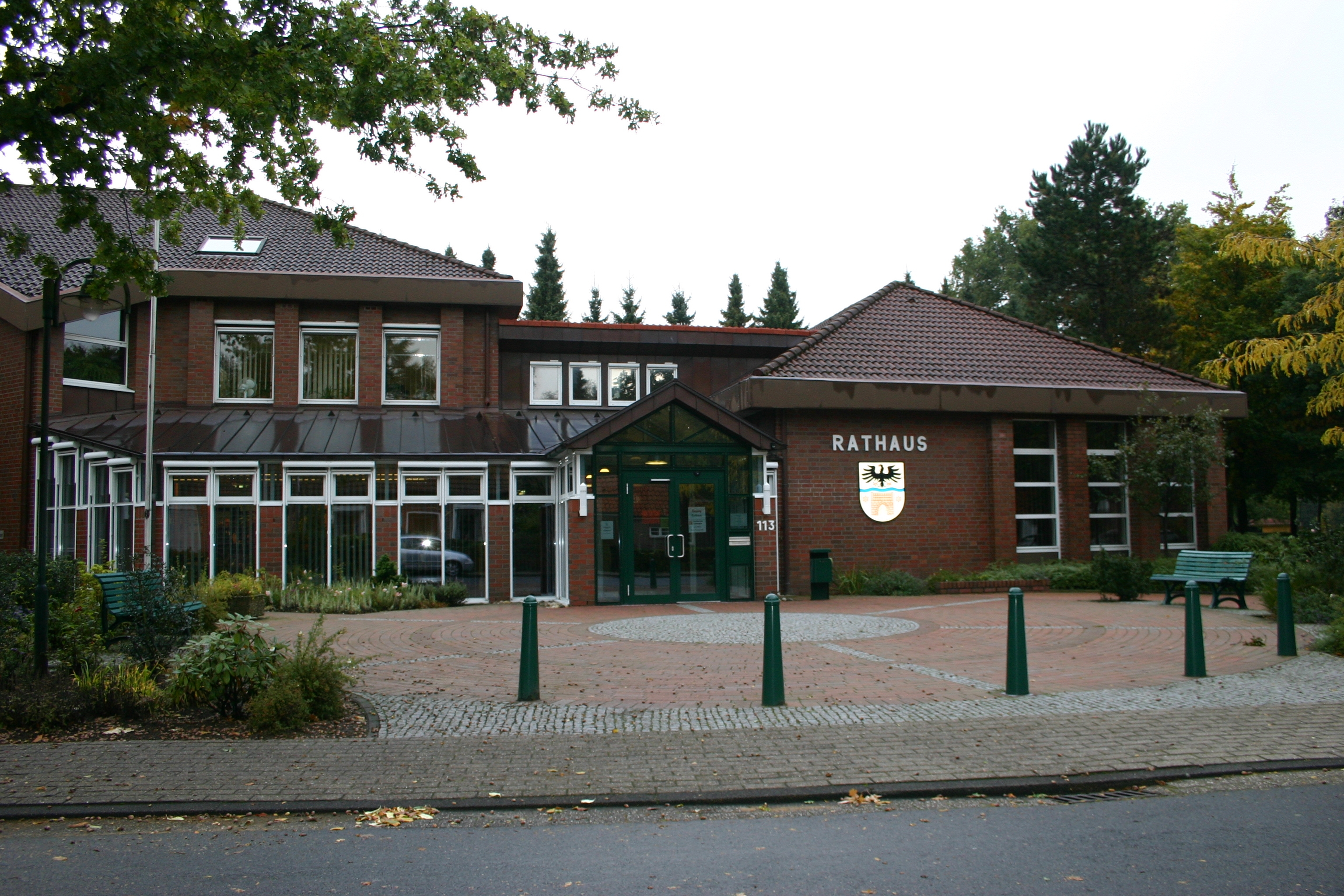
Rathaus in Remels

Der Gemeinderat der Gemeinde Uplengen besteht aus 28 Ratsfrauen und Ratsherren. Dies ist die festgelegte Anzahl für eine Gemeinde mit einer Einwohnerzahl zwischen 11.001 und 12.000 Einwohnern. Die 28 Ratsmitglieder werden durch eine Kommunalwahl für jeweils fünf Jahre gewählt. Die aktuelle Amtszeit begann am 1. November 2021 und endet am 31. Oktober 2026.
Stimmberechtigt im Gemeinderat ist außerdem der hauptamtliche Bürgermeister Heinz Trauernicht. Seine Amtsperiode begann im Herbst 2017.
Die jüngste niedersächsischen Kommunalwahl vom 12. September 2021 ergab folgende Sitzverteilung im Gemeinderat:
- CDU 45,86 % (13 Sitze)
- MOIN 23,01 % (7 Sitze)
- SPD 18,87 % (5 Sitze)
- FDP 6,59 % (2 Sitze)
- Grüne 4,71 % (1 Sitz)

Die Wahlbeteiligung bei der Kommunalwahl 2021 lag mit 63,5 % deutlich über dem niedersächsischen Durchschnitt von 57,1 %.

### Vertreter im Land- und Bundestag
Uplengen gehört zum Wahlkreis Leer. Er umfasst die Stadt Leer, die Gemeinden Ostrhauderfehn, Rhauderfehn, Uplengen und die Samtgemeinden Hesel und Jümme. Bei der letzten Landtagswahl in Niedersachsen vom 9. Oktober 2022 gewann Ulf Thiele (CDU) das Direktmandat mit 35,7 % der Stimmen. Er ist damit zum fünften Mal in Folge direkt gewählt worden.
Die Gemeinde Uplengen gehört zum Bundestagswahlkreis Unterems (Wahlkreis 25), der aus dem Landkreis Leer und dem nördlichen Teil des Landkreises Emsland besteht. Der Wahlkreis wurde zur Bundestagswahl 1980 neu zugeschnitten und ist seitdem unverändert. Bislang setzten sich in diesem Wahlkreis ausschließlich CDU-Kandidaten durch. Bei der Bundestagswahl 2025 wurde die CDU-Abgeordnete Gitta Connemann aus Leer erneut direkt gewählt. Über Listenplätze der Parteien zogen Anja Troff-Schaffarzyk (SPD) und Martina Uhr (AfD) aus dem Wahlkreis in den Bundestag ein.

### Kommunale Finanzen
Die Gemeinde Uplengen hat sowohl den Haushalt 2010 als auch den Haushalt 2011 ausgeglichen verabschiedet. Der Umfang des Etats betrug 2011 im Verwaltungshaushalt (laufende Einnahmen und Ausgaben) 11,46 Millionen Euro. Im Vermögenshaushalt (Investitionen) wurden 1,95 Millionen Euro ausgegeben.

### Wappen
| Wappen von Uplengen | Blasonierung: „In Silber (Weiß) geteilt durch einen blauen Wellenbalken (Wellenleiste), oben ein rotbewehrter, rotbezungter schwarzer Adler, unten ein rotes offenes Tor mit schwarzen Torflügeln, beseitet von zwei roten, sechszackigen, auf der Spitze stehenden Sternen.“ |
| Wappen von Uplengen | Wappenbegründung: Das von Ebo Pannenborg entworfene Wappen wurde am 27. Februar 1975 vom Regierungspräsidenten in Aurich verliehen. Die Wellenleiste symbolisiert die Fehnkanäle in der Gemeinde; der Adler stammt aus dem Wappen der Make von Lengen, Mutter des Häuptlings Focko Ukena. Das dargestellte Tor ist das Ostertor der alten Wehrkirche in Remels, während die beiden roten Sterne für den Uplengener Rat aus dem Jahr 1520 stehen. |

### Flagge
|  | 00Hissflagge:„Die Flagge ist schwarz-weiß geteilt mit dem aufgelegten Wappen in der Mitte.“ |

## Kultur und Sehenswürdigkeiten

### Theater und Museen
In der Gemeinde sind drei kleinere Museen zu finden. In der Windmühle Remels (siehe Profanbauwerke unten) ist ein Museum mit landwirtschaftlichen Geräten untergebracht. Ebenfalls in den Bereich Landwirtschaft fällt die Sammlung des Traktorenmuseums in Nordgeorgsfehn. Das Museum verfügt über rund 60 alte landwirtschaftliche Zugmaschinen, vorwiegend der Marke Lanz. Das Backmuseum in Südgeorgsfehn ist im Gebäude eines Restaurants untergebracht.
Einen festen Theaterbau gibt es in der Gemeinde nicht. Theatervorstellungen, vor allem diejenigen der plattdeutschen Volkstheatergruppen in der Gemeinde, werden in den Dorfgemeinschaftshäusern aufgeführt oder – im Falle eines zu erwartenden größeren Zuspruchs – in der Aula des Schulzentrums in Remels.

### Kirchen

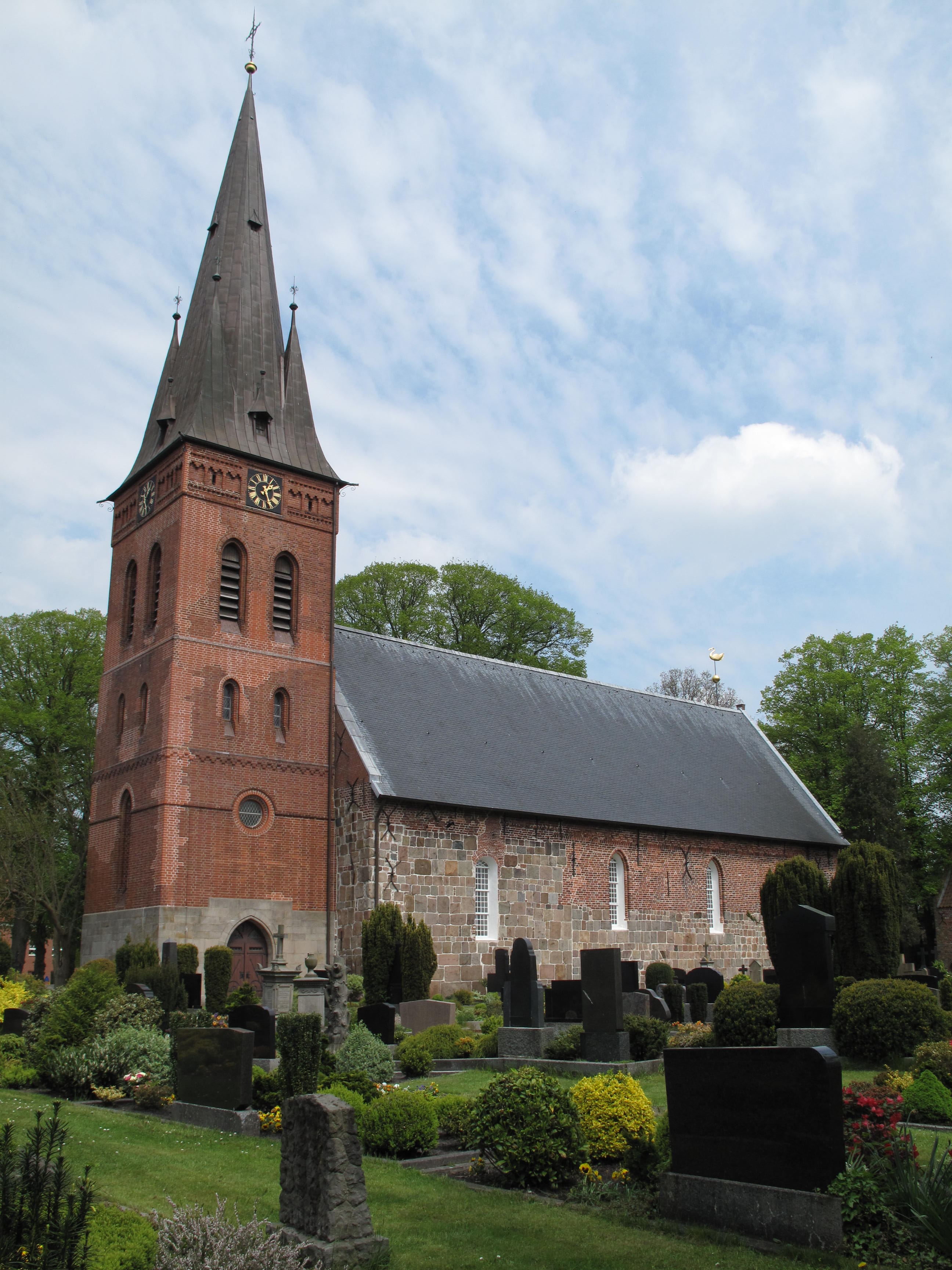
Die unterschiedlichen Steine der Kirche in Remels lassen drei Bauphasen erkennen.

Auf dem Gemeindegebiet befinden sich drei Kirchen, eine mittelalterliche und zwei aus dem ausgehenden 19. Jahrhundert. Das älteste erhaltene Kirchengebäude ist die St.-Martin-Kirche in Remels. Das Gotteshaus wurde im 12. oder zu Beginn des 13. Jahrhunderts als romanische Saalkirche aus Granitquadern errichtet, die im westlichen Teil fast bis zum Satteldach reichen. Um 1300 erfolgte der Abriss der östlichen Apsis und der Westwand, als das Gotteshaus verlängert und drei neue Joche eingezogen wurden. Durch diesen Umbau, bei dem Backstein und Tuffstein als neue Materialien zum Einsatz kamen, entstand ein Rechtecksaal im Stil der Romano-Gotik. Ein halbes zugemauertes Rundbogenportal an der Südseite ist erhalten. Die spitzbogigen Fenster an den Langseiten und der neuen Ostwand weisen auf die Gotik. Der westliche Backsteinturm von 1897/98 mit vier kleinen Seitenhelmen im Stil des Historismus ersetzt zwei mittelalterliche Vorgängertürme, die als Wehrtürme dienten. Von der gesamten ursprünglichen Festungsanlage ist nur ein Torturm erhalten. Die Kirche war auch Ort der Rechtsprechung: Ein großer quadratischer Granitblock diente als Maßstab („Lengener Boommaat“) bei der Zuteilung der Gemeindewiesen. An der Kirche wurde das Sendgericht abgehalten, worauf heute noch eine Kette mit Halseisen und das Podest eines Prangers an der Nordwand hinweisen. Der Innenraum wird durch vier Domikalgewölben abgeschlossen. Ein Sarkophagdeckel aus Sollinger Sandstein aus dem 11. Jahrhundert zeugt von einer älteren Vorgeschichte des Christentums in Lengen. Aus romanischer Zeit datiert der Taufstein aus Bentheimer Sandstein, dessen Becken mit Akanthusfries auf vier Atlanten ruht. Um 1660 bis 1675 wurde das Altarretabel als protestantischer Flügelaltar geschaffen. Die barocke Kanzel stammt aus dem Ende des 17. Jahrhunderts. Im Jahr 1782 errichtete Hinrich Just Müller eine Orgel, die noch weitgehend erhalten ist. Das Rückpositiv geht wahrscheinlich auf Johann Friedrich Constabel (1733) zurück und hatte als selbstständiges Positiv gedient, bevor es von Müller in seinen Neubau integriert wurde.
Die Christus-Kirche in Hollen ist der Nachfolgebau einer mittelalterlichen Kirche, die im 13. Jahrhundert östlich der Pastorei stand. Aufgrund von Baufälligkeit und eines Anstiegs der Bevölkerung beschloss die Gemeinde den Abriss des alten Gebäudes, übernahm aber die Renaissance-Kanzel aus dem Vorgängerbau, die Tönnies Mahler 1655 geschaffen hatte. Der neugotische Stil der Kirche ist insbesondere am Langhaus mit seinen zwei Jochen, am Querhaus mit zwei Giebeln und dem Chor mit Strebepfeilern und Maßwerkfenstern erkennbar. Durch die Queranbauten entsteht ein kreuzförmiger Grundriss. Der Chor wird durch zwei große Rundbögen mit dem Schiff verbunden und durch ein Kreuzrippengewölbe abgeschlossen. Der Altar wurde 1990 in Anlehnung an den neugotischen Vorgänger aus dem Jahr 1896 geschaffen und das Kruzifix übernommen. Im Jahr 1903 entstanden das Taufbecken und die Christusfigur. Die Orgelbauwerkstatt Alfred Führer baute 1989 ein neues Orgelwerk mit zwölf Registern, dessen neugotischer Prospekt sich an der Vorgängerorgel von Johann Martin Schmid orientierte.
Die „Fehngemeinde“ in Ockenhausen wurde in kirchlicher Hinsicht zunächst von Remels bedient. Der Wunsch nach Selbstständigkeit kam 1897 in der Gründung einer eigenständigen Kirchengemeinde, 1898 in der Wahl eines Pastors und 1899 im Neubau der Friedenskirche zum Ausdruck. 1988 bis 1990 wurde das Gebäude in östliche Richtung um fünf Meter verlängert und eingreifend umgestaltet. Seitdem prägen fünf schmale Chorfenster das Innere; die Langseiten weisen je vier kleine rundbogige Fenster und Strebepfeiler auf. Der schlanke dreigeschossige Westturm mit Pyramidendach dient zugleich als Eingang. Alfred Führer schuf von 1970 bis 1972 die kleine Orgel mit sechs Registern, Walter Arno aus Elmshorn die Buchablage auf der Kanzel, das Kreuz und den Kerzenhalter auf dem Altar sowie die Taufschale auf dem Taufstein.

### Profanbauwerke

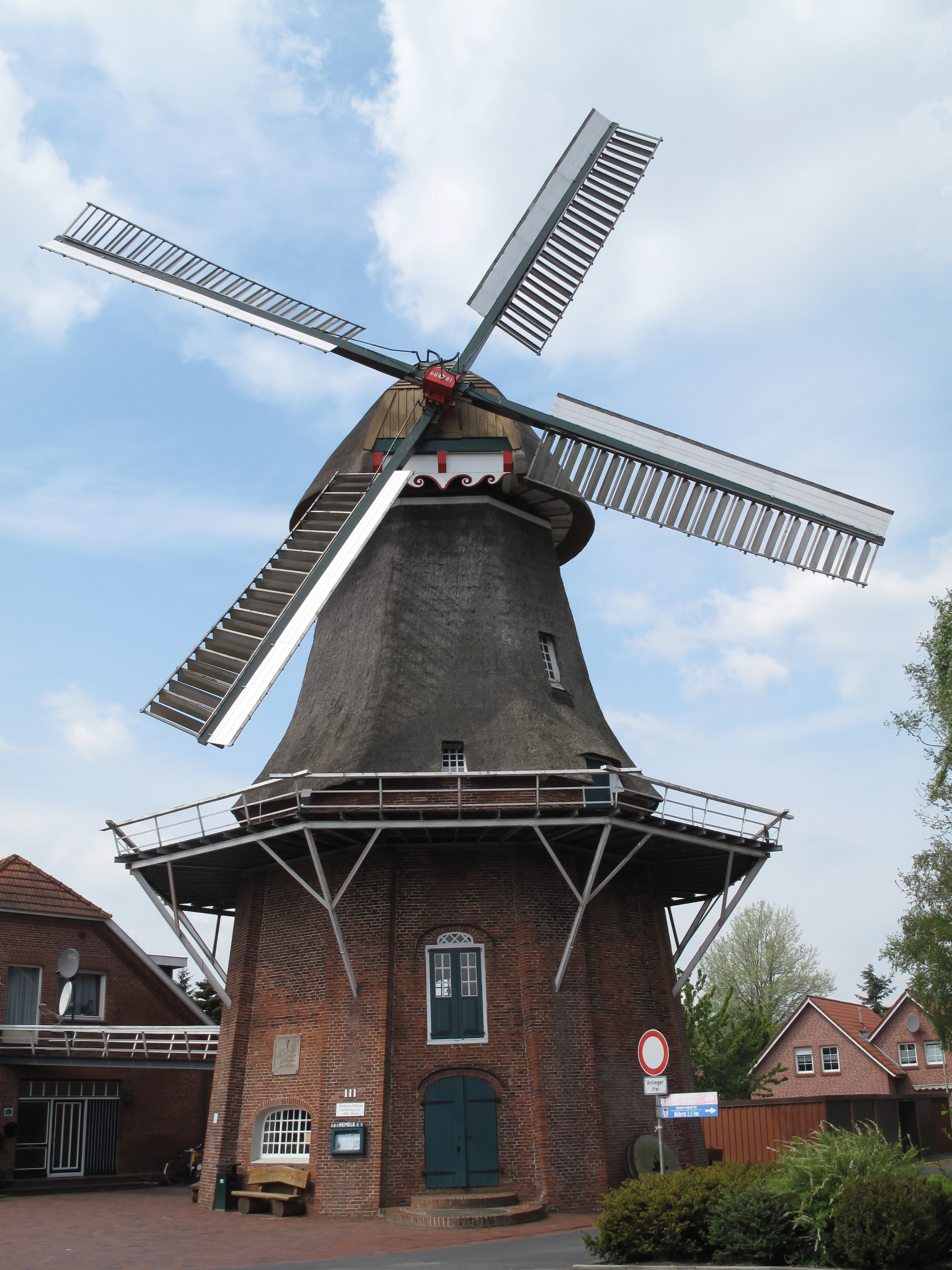
Remels, Mühle

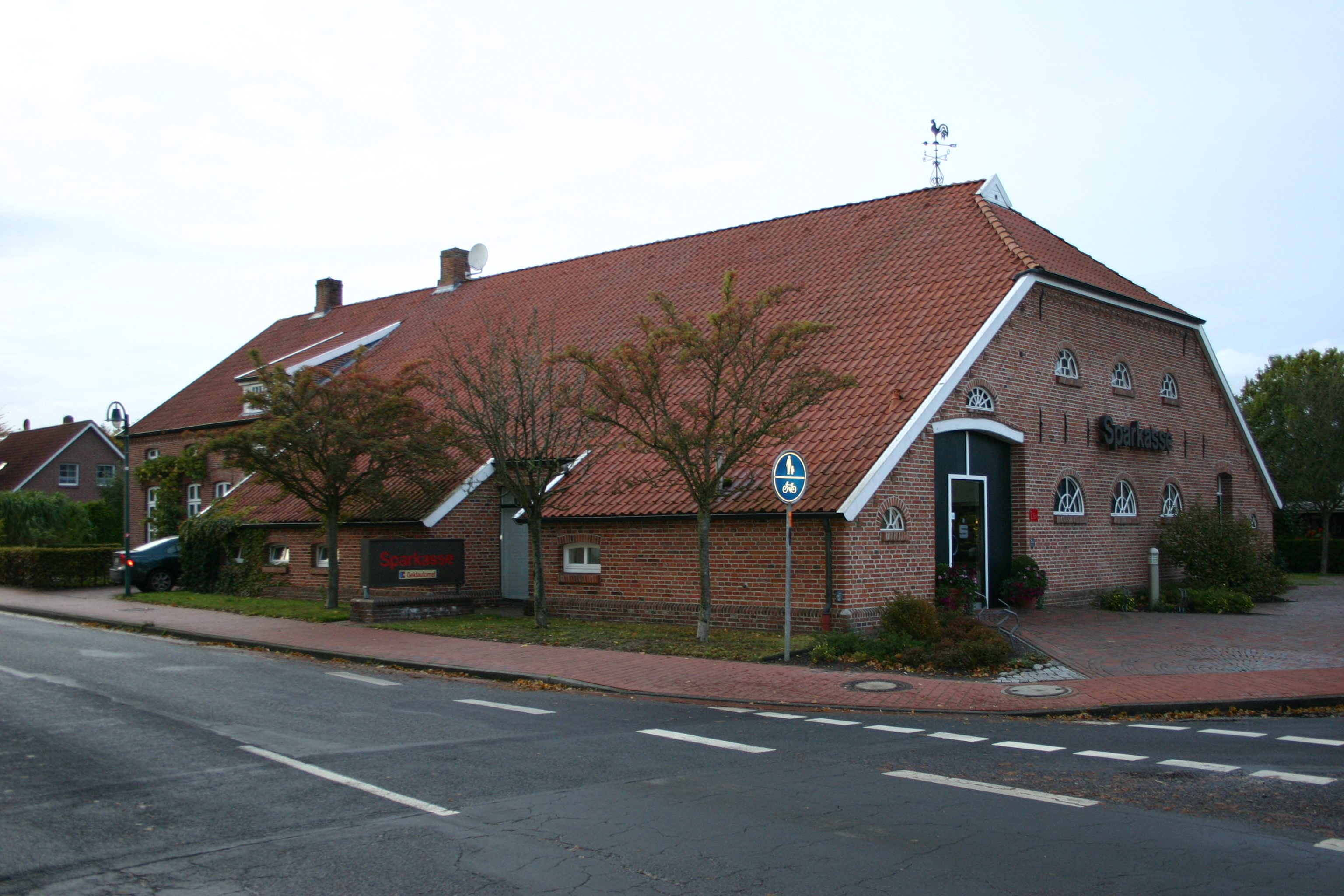
Umgebauter Gulfhof in Hollen

Zu den herausragenden Profanbauwerken in der Gemeinde zählen drei historische Windmühlen. Der zweigeschossige Galerieholländer in Remels wurde 1803 durch die Kirchengemeinde erbaut. Die Mühle wurde im Ursprung als Mahl-, Pelde- und Ölmühle genutzt. Im Jahre 1847 übernahm die Müllerfamilie Janshen die Mühle. Letzter Müllermeister war bis 1958 Fritz Haupt. Danach war die Mühle noch bis 1962 im Besitz der Familie Janshen. Im Jahre 1963 ging sie in das Eigentum der Gemeinde Remels (heute Uplengen) über. Diese ließ sie mit großem Kostenaufwand restaurieren. Die Gemeinde ist bestrebt, dieses technische Bauwerk, das ein Wahrzeichen des Ortes ist, zu erhalten. Heute werden im 1. Obergeschoss in einer rustikalen Umgebung standesamtliche Eheschließungen durchgeführt. In der Mühle ist Platz für 33 Personen. Alfons und Jantjedine Goldenstein, die einer weit über Ostfriesland hinaus bekannten Müller- und Mühlenbauerfamilie entstammen, erbauten den zweistöckigen Galerieholländer mit Steert in Südgeorgsfehn im Jahre. 1939 übernahm der Sohn Bernhard Goldenstein die Mühle. 1954 kaufte die Raiffeisen-Genossenschaft das Gebäude. Inzwischen ist sie im Besitz der Gemeinde Uplengen. Die Mühle ist stillgelegt, kann jedoch auf Wunsch besichtigt werden. Daneben existiert noch eine dritte Holländerwindmühle im Ortsteil Großoldendorf.
In der landwirtschaftlich geprägten Gemeinde gibt es eine Vielzahl von Gulfhöfen. Von ihnen steht eine Reihe unter Denkmalschutz. Allein im Dorfkern von Bühren sind sechs derartige Gebäude geschützt, in den Ortskernen von Spols und Großsander zwei. Eine größere Zahl von historischen Gulfhöfen gibt es auch im Ortsteil Hollen, der 1993 und 1995 zweiter Bundessieger („Silbermedaille“) beim Wettbewerb „Unser Dorf hat Zukunft“ wurde. Als Besonderheit findet sich in Hollen ein inzwischen umgenutzter Gulfhof, der vom letzten bewirtschaftenden Landwirt aufgegeben wurde. Das Gebäude im Ortskern wird nach Umbauten von der örtlichen Sparkasse als Filiale genutzt.
Ebenfalls unter Denkmalschutz steht der heute noch vorhandene Rest des Walles der Burg Uplengen in Großsander.

### Regelmäßige Veranstaltungen

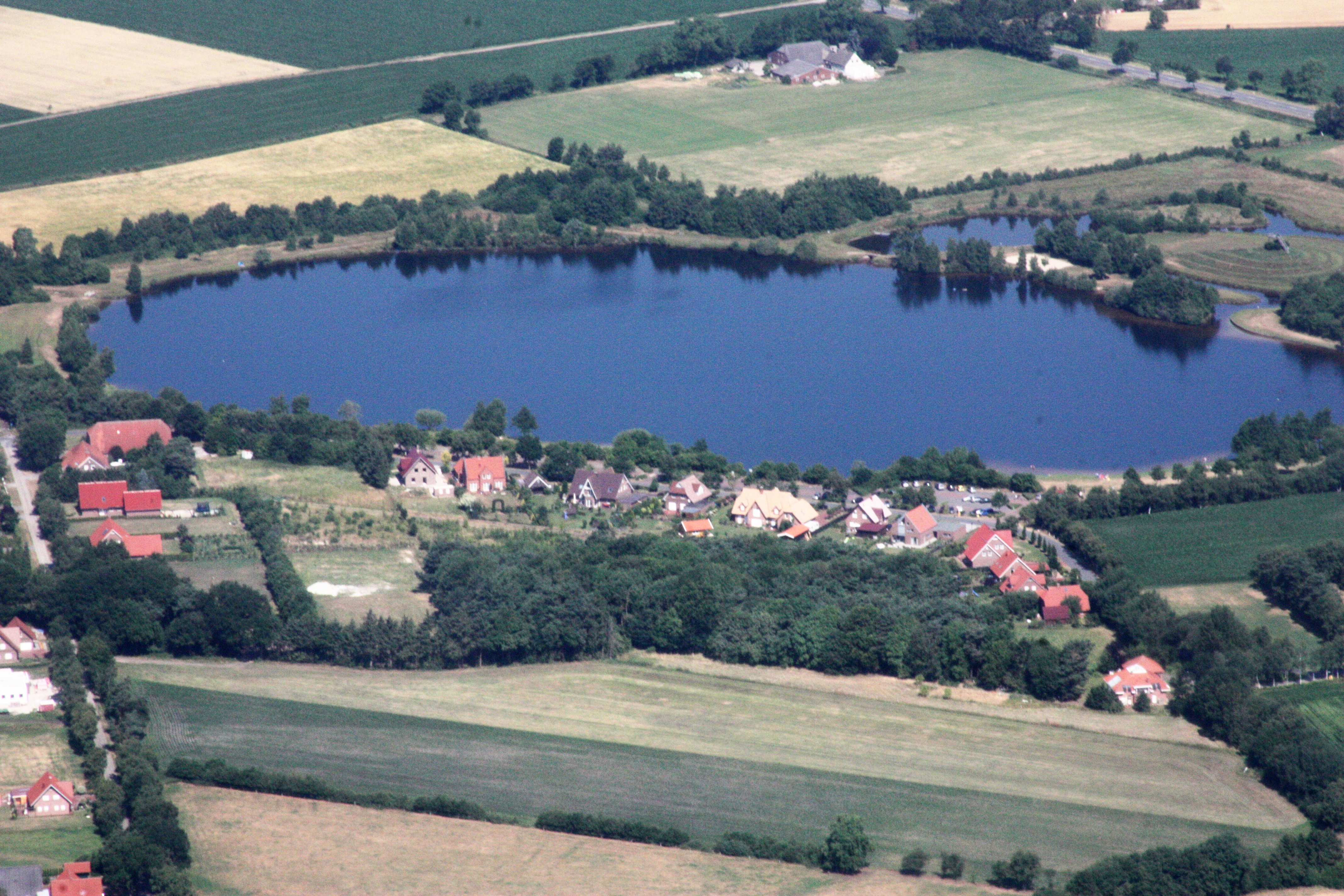
Badesee bei Großsander

In mehreren Ortsteilen finden Schützen- und Volksfeste statt, hinzu kommen ostfriesische Brauchtumsveranstaltungen, die sich auch in anderen Gemeinden finden, wie etwa das Aufstellen eines Maibaums. An Silvester wird die Tradition des Carbidschießens gepflegt. In einer der historischen Kirchen der Gemeinde findet für gewöhnlich eines der Konzerte des Musikalischen Sommers in Ostfriesland statt. Beim Badesee in Großsander findet seit einigen Jahren alljährlich das Seefest statt. Vom Kulturring Uplengen, einem eingetragenen Verein, werden regelmäßig Ausstellungen im Rathaus in Remels organisiert. Darüber hinaus veranstaltet der Kulturring Exkursionen etc. Mehrere Tausend Besucher verzeichnet der traditionelle Herbstmarkt in Remels, der alljährlich im September stattfindet. Der VfB Uplengen veranstaltet dazu den Herbstmarkt-Lauf. Im Ortsteil Jübberde findet im August das „Tuffelfest“ (plattdt.: Kartoffelfest) statt, mit Kartoffelerntemethoden nach alter Art.
Zu den regelmäßigen Veranstaltungen zählen auch solche der Brauchtumspflege: In nahezu allen Ortschaften werden am Karsamstag Osterfeuer entzündet, mit denen der Winter vertrieben werden soll. Als Frühlingsbote gilt das Aufstellen eines Maibaums in der Nacht vom 30. April auf den 1. Mai in vielen Ortsteilen. Am 10. November findet abends das Martinisingen statt, mit dem des Reformators Martin Luther gedacht wird. Am Nikolaustag werden in Gaststätten Verknobelungen organisiert, bei denen traditionell Fleischpakete zu gewinnen sind.

### Sprache

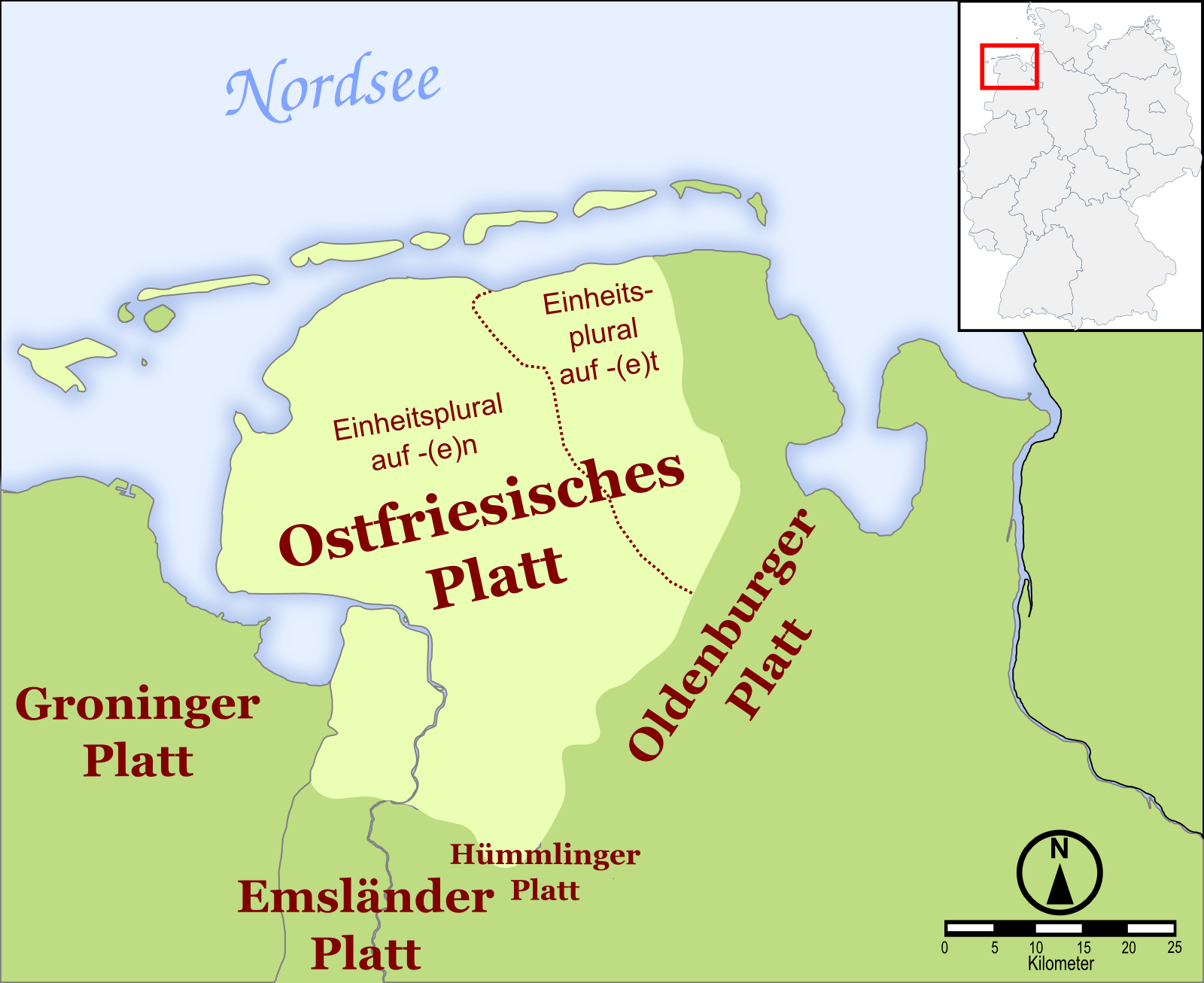
Verbreitungsgebiet des Ostfriesischen Platt

In der Samtgemeinde wird neben Hochdeutsch auch Ostfriesisches Platt gesprochen. Zumindest unter Erwachsenen ist Platt durchaus Alltagssprache. Die Gemeinde fördert – auch mit Unterstützung des Plattdütskbüros der Ostfriesischen Landschaft – den Gebrauch und damit den Erhalt des Plattdeutschen.

### Sport
In der Gemeinde gibt es 20 Sportvereine mit zusammen 4656 Mitgliedern.:S. 7 Größter Sportverein der Gemeinde und zweitgrößter im Landkreis Leer ist der in Remels beheimatete VfB Uplengen. Er zählt rund 1800 Mitglieder. Weitere Universalsportvereine sind SV Neufirrel, VfL Ockenhausen, FTC Hollen, STV Hollesand (in Großoldendorf) und SV Lengenerland (in Oltmannsfehn).
Die Friesensportarten Boßeln und Klootschießen werden in den Boßelvereinen in Großoldendorf, Klein-Remels, Neudorf, Oltmannsfehn, Stapel und Hollen betrieben. Darüber hinaus gibt es den Schützenverein Uplengen (in Remels), einen Angelsportverein, eine DLRG-Ortsgruppe, den Uplengener Reit- und Fahrverein sowie Tischtennisclubs in Remels und Neudorf.
Den Sportvereinen stehen die gemeindlichen Turn- und Sporthallen an den Schulstandorten zur Verfügung. Sportplätze befinden sich in Remels, Neufirrel, Oltmannsfehn, Stapel und Hollen. Der TTC Neudorf verfügt über eine Tischtennishalle, der Reit- und Fahrverein über eine Reithalle in Großoldendorf und der Schützenverein in Remels über eine Schießsporthalle. Eine Tennishalle gibt es in Remels, Tennisplätze in Remels, Hollen und Stapel. Über ein Hallen- oder Freibad verfügt die Gemeinde nicht, im Sommer steht stattdessen ein Badesee in Großsander zur Verfügung. An der Grundschule in Hollen gibt es allerdings ein Lehrschwimmbecken.:S. 31, 33

## Wirtschaft und Infrastruktur
Die Gemeinde ist wirtschaftlich von mittelständischen Unternehmen und der Landwirtschaft geprägt, zwei kleinere Industriebetriebe finden sich lediglich im rund 35 Hektar großen Industrie- und Gewerbegebiet in Jübberde. Neben diesem bestehen noch zwei weitere, deutlich kleinere Gewerbegebiete in Jübberde (neun Hektar) und im Norden des Hauptortes Remels (2,7 Hektar). Der Hauptort ist zugleich der zentrale Einkaufsort der Gemeinde. Im Industrie- und Gewerbegebiet Jübberde sind neben einem Autohof und mehreren Handelsbetrieben auch Produktionsbetriebe vorhanden. Neben dem Reinigungsmittelhersteller Zielinsky Universalstein sind dies die Firma Feuerverzinkung Nordwest und die Firma Orgelbau Ostfriesland des Orgelbauers Martin ter Haseborg.
Daten zur Arbeitslosigkeit in der Gemeinde selbst werden nicht erhoben. Im Geschäftsbereich Leer der Agentur für Arbeit, der den Landkreis Leer ohne Borkum umfasst, lag die Arbeitslosenquote im Dezember 2015 bei 6,3 Prozent. Sie lag damit 0,4 Prozentpunkte über dem niedersächsischen Durchschnitt.
Uplengen ist eine Auspendler-Gemeinde. 1544 Einpendlern stehen 3683 Personen gegenüber, die ihren Lebensunterhalt jenseits der Gemeindegrenzen verdienen (Stand: 30. Juni 2022). In Uplengen gibt es 4951 sozialversicherungspflichtig beschäftigte Einwohner, jedoch nur 2.812 sozialversicherungspflichtige Arbeitsplätze. Von den abhängig Beschäftigten waren ein Prozent im Landwirtschaftssektor tätig, 31 Prozent im produzierenden Gewerbe, 29 Prozent im Bereich Handel, Gastgewerbe und Verkehr sowie 39 Prozent im sonstigen Dienstleistungssektor. Die Zahl der in der Landwirtschaft tätigen Menschen ist jedoch ungleich größer, da die selbstständigen Landwirte sowie mithelfende Familienangehörige in einer Statistik der abhängig Beschäftigten nicht eingerechnet sind.
Der eher geringe Arbeitsplatzbesatz macht sich auch in den Steuereinnahmen der Gemeinde bemerkbar: Mit Netto-Gewerbesteuereinnahmen von 121,19 Euro pro Kopf im Jahr 2010 erreichte Uplengen lediglich 41 Prozent des niedersächsischen Landesdurchschnitts. Der Gemeindeanteil an Einkommensteuer im Jahr 2009 betrug 156,08 Euro pro Kopf und lag damit bei 61 Prozent des Landesdurchschnitts.

### Landwirtschaft
Uplengen ist geprägt von der Grünlandwirtschaft und der Milchviehhaltung. Beim Ackerbau ist der Anbau von Futterpflanzen vorherrschend. Der Landkreis Leer war 2021 der siebtgrößte Milcherzeuger-Landkreis in Deutschland. Als nach Fläche größte Kommune des Landkreises trägt Uplengen zu diesem Umstand erheblich bei. Die Milchlandwirte leiden seit einigen Jahren unter einem oft geringen und stark schwankenden Preis für Milch und Milchprodukte. Neben den rein landwirtschaftlichen Betrieben finden sich auch vor- und nachgelagerte Unternehmen dieses Sektors, darunter eines von nur zwei Unternehmen in der Region, das sich auf den Handel mit Zuchtbullen-Samen spezialisiert hat. Zusatzeinkünfte verdienen sich Landwirte durch das Aufstellen von Windkraftanlagen oder die Gewinnung von Energie aus Biomasse. Der Boom bei Biogas-Anlagen führt jedoch zu einer Ausweitung der Anbauflächen für Mais, die in Ostfriesland insgesamt zwischen 2005 und 2010 um 60 Prozent gewachsen sind. Damit einher ging eine Verteuerung der Landwirtschaftsflächen für Ackerland und Grünland um 31 und 40 Prozent. Außerdem vermieten einzelne Landwirte Zimmer an Feriengäste unter dem Motto Urlaub auf dem Bauernhof. Der Eigenbedarfsdeckung, aber auch der Traditionspflege, dienen die in einigen Dörfern Ostfrieslands, so zum Beispiel Nordgeorgsfehn, noch stets verbreiteten Hausschlachtungen.

### Tourismus
Tourismus spielt in der Gemeinde in begrenztem Umfang eine Rolle. Im Jahr 2010 wurden in Uplengen 31.500 Übernachtungen gezählt, 2018 betrug die Übernachtungszahl 50.200. Die Gemeinde hat mit den Nachbarkommunen Moormerland, Jümme und Hesel die bislang längste Radwanderroute der Region eingerichtet, die „Ostfriesen-Route“ über 172 Kilometer. Die Uplengener Ortsteile Nord- und Südgeorgsfehn liegen zudem an der Deutschen Fehnroute, die Gemeinde wird darüber hinaus von einer der Routen des Friesischen Heerwegs durchzogen. Die Windmühlen in Großoldendorf, Remels und Südgeorgsfehn sind Bestandteil der Niedersächsischen Mühlenstraße.
Die Gemeinde setzt vor allem auf Fahrrad-Tourismus, nutzt aber auch die vorhandenen Kanäle zur Vermarktung des Bootstourismus und anderer Wassersportarten wie Angeln. In Remels befindet sich am Nordgeorgsfehnkanal eine Paddel- und Pedalstation, an der sich Besucher sowohl Fahrräder als auch Kanus ausleihen können. Diese Stationen sind Teil eines durch Kanäle und Radwanderrouten verbundenen Netzes in Ostfriesland, an denen an anderen Stationen ausgeliehene Fortbewegungsmittel getauscht werden können. An der Paddel und Pedalstation befindet sich einer von zwei Wohnmobil-Stellplätzen im Hauptort, der andere liegt zentral auf dem Schützenplatz. Weitere Campingplätze gibt es in der Gemeinde nicht. Das Zimmerangebot besteht aus einem Hotel, zumeist aber Pensionen, Ferienhäusern und -wohnungen.
Im Stapeler Moor ist ein Moorerlebnispfad angelegt worden. Aussichtspunkte ins Moor gibt es zudem beim Neudorfer Moor und am Lengener Meer. Zum touristischen Angebot zählt zudem der Badesee in Großsander, der 1983 als Sandentnahmestelle im Zuge des Baus der Autobahn 28 ausgehoben und in den Jahren 1989 bis 1991 um einen Freizeitpark erweitert wurde.

### Verkehr

Verkehrsachsen in Ostfriesland: Die Gemeinde Uplengen (östlich von Leer) liegt verkehrsgünstig an der A 28.

Die Gemeinde liegt an zwei überregionalen Verkehrswegen: der Bundesautobahn 28 sowie der Landesstraße 24, bei der es sich um die ehemalige Reichs- beziehungsweise Bundesstraße 75 handelt.
Die A 28 von Leer nach Oldenburg mit dem Anschluss Apen/Remels durchquert die Gemeinde im Süden auf einer Länge von rund 10,5 Kilometer. Die Anschlussstelle befindet sich auf Uplengener Gemeindegebiet zwischen den Ortsteilen Jübberde und Südgeorgsfehn. Für Autofahrer aus dem östlichen Gemeindegebiet mit Fahrtziel Oldenburg ist zudem die Anschlussstelle Westerstede-West von Belang. Die Autobahn wurde im betreffenden Abschnitt Anfang der 1980er Jahre gebaut. Sie ersetzte damit die B 75 als überregional bedeutsamste Ost-West-Verbindung in Ostfriesland. Die B 75 verlief bis dahin von Bunde an der Grenze zu den Niederlanden über Leer, Remels, Oldenburg, Bremen und Hamburg bis in den Lübecker Stadtteil Travemünde. Nach dem Bau der A 28 wurde die Bundesstraße auf dem Abschnitt zwischen der niederländischen Grenze und Delmenhorst entwidmet. Das Teilstück auf Uplengener Gemeindegebiet, zwischen Hesel und Westerstede mit der genannten Anschlussstelle Westerstede-West, ist seither als Landesstraße 24 klassifiziert. Regionale Bedeutung hat zudem die Landesstraße 12, die vom Remelser Ortskern über Wiesmoor nach Wittmund führt. Sie bindet insbesondere Wiesmoor und seine Ortsteile an die A 28 an. Die Landesstraße 18, aus Richtung Friedeburg kommend, verbindet Ockenhausen, Poghausen und Spols mit Remels und Hollen, die L 827 stellt die Verbindung zwischen Hollen, Südgeorgsfehn und dem Apener Ortsteil Augustfehn dar. Die Ortschaften abseits der genannten Hauptverbindungsstraßen werden über Kreisstraßen angebunden. Ergänzt werden diese überörtlichen Straßen durch das Netz von Gemeindestraßen mit einer Gesamtlänge von 425 Kilometern, von denen 368 Kilometer ausgebaut sind.:S. 6
Entlang der Landes-, Kreis- und Gemeindestraßen finden sich – wenn auch nicht lückenlos – vom Straßenkörper getrennte Radwege. Die Gemeinde Uplengen ist 2005 mit dem Deutschen Fahrradpreis „Best for Bike“ ausgezeichnet worden. Den Preis, vergeben vom Bundesministerium für Verkehr, Bau und Stadtentwicklung in Zusammenarbeit mit der Arbeitsgemeinschaft fahrradfreundliche Städte, Gemeinden und Kreise in NRW und dem Zweirad-Industrie-Verband, erhielt die Gemeinde in der Kategorie „Fahrradfreundlichste Entscheidung“: Sie hatte im Bundesvergleich überdurchschnittliche 135 Euro pro Einwohner in den Radwegebau investiert.
Einen Normalspur-Eisenbahnanschluss hat die Gemeinde nie besessen, da die Bahnstrecke Oldenburg–Leer eine recht direkte Verbindung zwischen den beiden Städten bildet und daher südlich Uplengens verläuft. In der Kaiserzeit und in der Weimarer Republik entstandene Pläne, der seit 1899 bestehenden Meterspurstrecke der Kleinbahn Leer–Aurich–Wittmund eine Abzweigung von Hesel nach Remels hinzuzufügen, sind aus Kostengründen nie verwirklicht worden. Der nächstgelegene Bahnhof ist heute  Augustfehn in der südlichen Nachbargemeinde Apen. Dort verkehren Intercity und Regional-Express-Züge auf der Relation Norddeich/Emden-Oldenburg-Hannover und teils darüber hinaus. Von Bedeutung ist zudem der Bahnhof in Leer, da von dort aus umsteigefreie Verbindungen in Richtung Münster/Ruhrgebiet möglich sind. Der nächstgelegene Bahnhof mit (vereinzelten) ICE-Verbindungen ist Oldenburg Hauptbahnhof.
Die nächstgelegenen Flugplätze befinden sich in Westerstede-Felde und in Leer. Der nächstgelegene internationale Verkehrsflughafen ist derjenige in Bremen.
Das Kanalnetz der Gemeinde, bestehend aus dem Nord- und dem Südgeorgsfehnkanal, hatte in der Vergangenheit eine Bedeutung als Transportweg für den abgebauten Torf. Mittlerweile jedoch dienen die beiden Kanäle nur mehr dem Bootstourismus, was besonders auf den Nordgeorgsfehnkanal zutrifft. Dieser stellte eine Verbindung zwischen dem Ems-Jade-Kanal bei Marcardsmoor und der Jümme dar. Wegen einiger starrer Brücken ist er jedoch nicht komplett für Boote mit Aufbauten zu befahren, wohl aber für Motorboote ohne Aufbauten sowie Kanus, Kajaks etc. Die anderen Flüsschen im Gemeindegebiet sind nur abschnittsweise für Paddelsportler zu befahren.

### Medien
Die einzige regionale Tageszeitung, in deren Verbreitungsgebiet Uplengen liegt, ist die Ostfriesen-Zeitung aus Leer. Seit 2002 erscheint zweimonatlich außerdem das Gemeindemagazin „Uplengen Blattje“, das über Vereinsaktivitäten, Veranstaltungen sowie über das Gemeindeleben allgemein berichtet. Verschiedene anzeigenfinanzierte Blätter (Der Wecker sowie Sonntags-Report und andere) erscheinen wöchentlich beziehungsweise monatlich und ergänzen die lokale Berichterstattung. Aus der Gemeinde berichtet zudem der Bürgerrundfunksender Radio Ostfriesland.

### Öffentliche Einrichtungen
Neben der Gemeindeverwaltung mit ihren nachgeordneten Betrieben wie dem Bauhof befindet sich in Remels auch eine Polizeistation. Dort versehen sechs Beamte in Früh- und Spätschicht ihren Dienst, der sich auf das gesamte Gemeindegebiet erstreckt. Außerhalb der Dienstzeiten ist die Polizeistation in Warsingsfehn für die Gemeinde Uplengen zuständig. Für das Gemeindegebiet zuständige Behörden wie Finanzamt, Arbeitsagentur, Amtsgericht, Katasteramt u. Ä. befinden sich im benachbarten Leer, wo auch die Kreisverwaltung ihren Sitz hat und sich die nächstgelegenen Krankenhäuser befinden. Das Feuerwehrwesen ist mit kleineren und größeren Feuerwehren ehrenamtlich organisiert. Im öffentlichen Auftrag von acht der elf Kommunen des Landkreises Leer (alle außer jenen des Rheiderlands) unterhält der Verein Tierschutz im Landkreis Leer ein Tierheim in Jübberde.

### Bildung
In der Gemeinde finden sich drei Grundschulen mit (Stand: 2010:S. 7) zusammen 518 Schülern, und zwar in Remels (217), Stapel (136) und Hollen (165). Daneben gibt es eine Haupt- und Realschule in Remels, die von 576 Schülern besucht wird, davon recht genau zwei Drittel (386) im Realschulzweig. Gymnasien können in Westerstede, Wiesmoor (gymnasialer Zweig der dortigen Kooperativen Gesamtschule (KGS) bis Jahrgangsstufe 13) oder in Leer (Ubbo-Emmius-Gymnasium und Teletta-Groß-Gymnasium) besucht werden. Die nächstgelegenen Berufsbildenden Schulen befinden sich ebenfalls in Leer. Für das Uplengener Gemeindegebiet zuständige Förderschule ist die Wilhelm-Busch-Schule in Hesel. Frühkindliche Bildung wird in vier Kindergärten in der Gemeinde angeboten. In Hollen und Stapel befinden sich Kindergärten in Trägerschaft der politischen Gemeinde, in Remels zudem ein Kindergarten in Trägerschaft der lutherischen Kirchengemeinde. Darüber hinaus existiert ein privat betriebener Kindergarten in Remels. Die Volkshochschule Leer unterhält eine Außenstelle in Uplengen. Die nächstgelegene Fachhochschule ist die Hochschule Emden/Leer, die nächstgelegene Universität die Carl von Ossietzky Universität in Oldenburg.

## Persönlichkeiten

### Söhne und Töchter der Gemeinde
Zu den bekanntesten Söhnen und Töchtern der Gemeinde zählen gleich drei Bundes- bzw. Landespolitiker, daneben zwei Wissenschaftler. Beide Wissenschaftler – ein Theologe und ein Historiker – haben ihre Heimat verlassen und anderenorts ihre Karriere gestartet. Der spätere Auricher Bundes- und Landtagsabgeordnete Johannes Kortmann (* 21. September 1889; † 2. November 1965 in Aurich) wurde in Hollen geboren. Alfred Buß (* 6. April 1947 in Bühren) ist ein deutscher evangelischer Theologe und seit 2004 Präses der Evangelischen Kirche von Westfalen mit Sitz in Bielefeld. Der Professor für Neuere Geschichte in Potsdam Manfred Görtemaker wurde am 28. April 1951 in Großoldendorf geboren. Die niedersächsische Grünen-Landtagsabgeordnete Meta Janssen-Kucz kam am 11. August 1961 in Klein-Remels zur Welt.

### Mit Uplengen verbunden
Eine Reihe bekannter Persönlichkeiten war zumindest kurzzeitig in Uplengen angesiedelt. Dazu zählt der spätere SPD-Reichstagsabgeordnete und NS-Gegner Hermann Tempel (* 29. November 1889 in Ditzum; † 27. November 1944 in Oldenburg), der nach dem Ausscheiden aus dem Kriegsdienst ab 1916 als Lehrer in Poghausen, Remels und Stapel tätig war. Die Künstler Otto Pankok (* 6. Juni 1893 in Mülheim an der Ruhr; † 20. Oktober 1966 in Wesel), Gert Heinrich Wollheim (* 11. September 1894 in Loschwitz bei Dresden; † 22. April 1974 in New York) und Hermann Hundt (* 18. März 1894 in Mülheim an der Ruhr; † 31. Januar 1974 in Plettenberg) versuchten 1919 kurzzeitig, eine Künstlerkolonie in Remels zu etablieren, ließen von diesem Versuch jedoch wieder ab und siedelten nach Düsseldorf über. Der Leichtathlet Manfred Kinder (* 20. April 1938 in Königsberg) wuchs nach seiner Vertreibung von dort im Ortsteil Spols auf. Unternehmerisch tätig ist der in Leer geborene Orgelbauer Martin ter Haseborg (* 26. November 1965) im Gewerbegebiet Jübberde.
Der am  8. April 1971 in Leer geborene und in Remels aufgewachsene Ulf Thiele ist seit 2003 Landtagsabgeordneter. Bodo Maria (* 1943), bürgerlicher Name Bodo Schäfer, Unternehmer, Sänger, Komponist und Liedertexter, Darsteller James von Dinner for one, hatte einige Jahre seinen 2. Wohnsitz in Hollen.